# Иракская война
Война в Ираке — затяжной вооружённый конфликт в Ираке, продолжавшийся с 2003 по 2011 год. Началом конфликту послужило вторжение в Ирак коалиции, возглавляемой Соединёнными Штатами, целью вторжения являлась смена иракского правительства Саддама Хусейна. Конфликт продолжался бо́льшую часть следующего десятилетия, когда возникло повстанческое движение, противостоящее силам коалиции и новому правительству Ирака после вторжения. Войска Соединённых Штатов были официально выведены в 2011 году. В 2014 году Соединённые Штаты вновь стали участниками новой коалиции. Вторжение произошло в рамках войны с террором администрации Джорджа Буша после террористических актов 11 сентября.
В 1998 году был принят Акт «об освобождении Ирака», который устанавливал в качестве официальной части внешней политики США — действия, направленные на свержение Хусейна, которая была принята на фоне отказа от сотрудничества Ирака с комиссией ООН по разоружению и её выдворении за несколько месяцев до этого. В октябре 2002 года Конгресс Соединённых Штатов принял совместную резолюцию, которая предоставила Бушу право применять военную силу против иракского правительства. Вскоре была принята резолюция Совета Безопасности ООН № 1441, которая дала «последний шанс» разоружиться Ираку. Война в Ираке официально началась 20 марта 2003 года, когда Соединённые Штаты, к которым присоединились Британия, Австралия и Польша, начали кампанию бомбардировок «шок и трепет». Вскоре после бомбардировок силы под командованием Соединённых Штатов начали наземное вторжение в Ирак. Иракские силы были быстро разбиты, когда силы коалиции пронеслись по стране. Вторжение привело к краху баасистского правительства; Саддам Хусейн был схвачен во время операции «Красный рассвет» в декабре того же года и казнён через три года по итогам Иракского трибунала. Вакуум власти после кончины Саддама и бесхозяйственность со стороны Временной коалиционной администрации привели к широкомасштабной гражданской войне между шиитами и суннитами, а также к длительному восстанию против коалиционных сил. Соединённые Штаты ответили наращиванием 170 тысяч военнослужащих в 2007 году. Это наращивание дало бо́льший контроль правительству и вооружённым силам Ирака, а также дало Соединённым Штатам бо́льшее влияние на послевоенное восстановление Ирака. В 2008 году президент Буш согласился на вывод всех боевых частей Соединённых Штатов из Ирака. Вывод был завершён при Бараке Обаме в декабре 2011 года.
Соединённые Штаты основывали бо́льшую часть своего обоснования вторжения на утверждениях о том, что Ирак имеет программу создания оружия массового уничтожения и представляет угрозу для Соединённых Штатов и их союзников. Кроме того, некоторые официальные лица Соединённых Штатов обвинили Саддама в укрывательстве и поддержке «Аль-Каиды». Однако в 2004 году Комиссия по терактам 11 сентября пришла к выводу, что нет доказательств каких-либо отношений между режимом Саддама и «Аль-Каидой», но при это существуют доказанные факты как минимум спонсирования Аль-Каиды и других радикальных исламских формирований режимом Саддама. Никаких запасов оружия массового уничтожения или активной программы создания оружия массового уничтожения в Ираке после вторжения обнаружено не было. Должностные лица администрации Буша сделали многочисленные заявления о предполагаемых отношениях Саддама и «Аль-Каиды» и оружия массового уничтожения, которые были основаны на недостаточных доказательствах, отвергнутых представителями разведки. Обоснование войны в Ираке подверглось резкой критике как внутри страны, так и за рубежом. Кофи Аннан, тогдашний Генеральный секретарь Организации Объединённых Наций, назвал вторжение незаконным с точки зрения международного права, поскольку оно нарушало Устав Организации Объединённых Наций. В отчёте Чилкота 2016 года, британском расследовании решения Соединённого Королевства начать войну, сделан вывод о том, что не все мирные альтернативы были рассмотрены, что Британия и Соединённые Штаты нанесли ущерб Совету Безопасности Организации Объединённых Наций в процессе объявления войны, что процесс определения правовой основы войны был «далеко неудовлетворительным», и что, с учётом этих выводов, вместе взятых, война была ненужной. На допросе в Федеральном бюро расследований Саддам Хусейн подтвердил, что к 2003 году в Ираке уже не было оружия массового уничтожения, однако подтверждая наличие ОМП в Ираке в более ранние сроки, заявляя, что оно «было необходимо Багдаду для того, чтобы защищаться от Ирана и Израиля».

## Предыстория
Началом сильной международной оппозиции и изоляции режима Саддама Хусейна можно считать период вторжения Ирака в Кувейт и последующая его оккупация, которая была осуждена ООН, требовавшая немедленной деоккупации независимого государства в рамках резолюции СБ ООН № 660. Однако, требования ООН были проигнорированы, что привело ко вторжению международной коалиции в Кувейт с целью деоккупации государства.
После военной победы коалиции и освобождения Кувейта, международное сообщество пыталась сдерживать Хусейна с помощью политики сдерживания, которая стала частью мирного соглашения. Данная политика включала многочисленные экономические санкции со стороны ООН и введение бесполётной зоны над частью Ирака. Эти зоны были созданы на севере и юге страны для защиты соответственно курдов и шиитов, подвергавшихся репрессиям со стороны режима Саддама Хусейна. Патрулирование зон осуществлялось американской и британской авиацией. Также, согласно резолюции 687 Совета Безопасности ООН, Специальная комиссии ООН для надзора за ликвидацией иракского оружия массового поражения и прекращением программ по разработке химического, ядерного, бактериологического оружия и ракет большой дальности при посредничестве МАГАТЭ.
За последующее десятилетие, ООН приняла 16 резолюций СБ, призывающих к полной ликвидации ОМП, однако Ирак активно противился воле ООН, мешая комиссии исполнять надзорные функции, а также самостоятельно саботируя свои обязательства по разоружению.
Были зафиксированы многочисленные случаи преследования представителей комиссии, угрозы жизни и здоровья персоналу миссии (например, в сентябре 1997 года, Ирак атаковал вертолёт инспекции ООН, когда представители на нём попытались сфотографировать военное вмешательство армии Ирака в обозначенных местах для инспекции). К концу 1997 года, комиссия устанавливает о фактическом саботаже соглашений со стороны Ирака: 25 сентября 1997 года, инспектор ООН в рамках проверки пищевой лаборатории ловит нескольких сотрудников, пытавшихся сбежать от инспекции, вместе с которыми те пытались вынести журналы с информацией о создании запрещённых химических веществ и бактерий, а на страницах журнала стоят печати офиса президента и службы безопасности президента. После этого, инспекция запрашивает доступ к офисам фабрики, однако Ирак силой препятствует осмотру. На основании накопленной информации, 8 апреля 1998 года инспекторы докладывают Совету Безопасности ООН, что декларация Ирака о его программе создания биологического оружия является неполной и недостаточной. В ответ на это, Ирак в августе в одностороннем порядке отказывается от сотрудничества с комиссией ООН, выдворяя её представителей из страны, нарушая тем самым не только международные соглашения, но и мирные соглашения, что нарушило статью 40 Конвенции о законах и обычаях сухопутной войны, согласно которой «любое серьёзное нарушение перемирия одной из сторон даёт другой стороне право отказаться от него, и даже, в крайнем случае, немедленно возобновить военные действия», технически давая право Кувейту и странам-участницам право на возобновление боевых действий.
Реагируя на действия Ирака в октябре 1998 года, конгресс США принимает акт «об освобождении Ирака», устанавливая в качестве новой цели внешней политики по отношению к Ираку — свержение режима Хусейна и демократизации Ирака. Также, данный акт выделил 97 миллионов долларов иракским организациям демократической оппозиции на создание программы поддержки перехода к демократии в Ираке.
В декабре 1998 года, после отказа Ирака от сотрудничества с международными инспекторами, США и Великобритания провели против Ирака военную операцию «Лиса пустыни». После её завершения иракская система ПВО начала регулярно обстреливать американо-британские самолёты, патрулировавшие бесполётные зоны, что приводило к ответным ударам, нередко сопровождавшимся жертвами среди местного населения. Вооружённые инциденты в иракском небе периодически происходили с декабря 1998 по март 2003 года, их число заметно выросло с середины 2002 года.
После избрания Джорджа Буша президентом, тот принялся исполнять своё предвыборное обещание по поводу ужесточения политики США к Ираку. Так, предвыборная платформа Республиканской партии на выборах 2000 года призывала к полному осуществлению Акта об освобождении Ирака в качестве отправной точки в вопросе устранения режима Саддама Хусейна.
Начиная с первых дней пребывания на своём посту, Буш доработал ранние планы по вторжению в Ирак, а террористические атаки 11 сентября 2001 года дали удобный повод для реализации своей предвыборной программы. Однако в первые месяцы после терактов внимание администрации Джорджа Буша-мл. было сосредоточено на боевых действиях против движения Талибан в Афганистане. К началу 2002 года талибы потерпели военное поражение и были отстранены от власти, и администрация Буша вернулась к Иракскому вопросу.
В течение лета-осени ситуация вокруг возвращения инспекторов в Ирак приобрела черты американо-иракского кризиса. Под давлением со стороны США и после принятия СБ ООН резолюции 1441 в ноябре 2002 года Саддам Хусейн наконец дал согласие на возвращение международных инспекторов в страну. Комиссия ЮНМОВИК прибыла в Ирак и проводила поиск оружия массового поражения вплоть до начала Иракской войны, однако не обнаружила никаких следов возобновления его производства.

## Американские обвинения в адрес Ирака

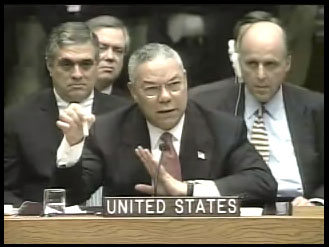
Колин Пауэлл докладывает в Совете Безопасности ООН о нарушениях в Ираке. 5 февраля 2003 года

В 2002—2003 годах американская администрация предприняла большие усилия для того, чтобы доказать, что власть Саддама Хусейна представляет опасность для международного сообщества. Ирак обвинялся в возобновлении разработки оружия массового поражения и в сотрудничестве с международными террористическими организациями, прежде всего с «Аль-Каидой». Данные американской разведки говорили о прямо противоположном, однако игнорировались высшим руководством США. Так, 18 сентября 2002 года директор ЦРУ Джордж Тенет сообщил Джорджу Бушу, что по информации из ближайшего окружения Хусейна Ирак не располагал оружием массового поражения. Эта информация не была сообщена Конгрессу США и не обнародовалась. В начале 2002 года ЦРУ отправило бывшего американского посла в Нигере Джозефа Уилсона расследовать информацию о предполагаемой закупке Ираком в этой стране урана. Проведя расследование, Уилсон сообщил, что не нашёл никаких фактов, подтверждающих такую сделку. Несмотря на это, в своих выступлениях Джордж Буш неоднократно говорил о покупке Ираком урана в Нигерии (в частности, в ежегодном обращении к Конгрессу в январе 2003 года).
Обвинения о связях с «Аль-Каидой» вызывают сомнения в свете того, что её бойцы воевали в составе антииракской коалиции в войне 1991 года. К тому же ещё в 80-х годах Хусейн вёл войну с радикальными исламистскими группировками на своей территории и на территории Ирана.
5 февраля 2003 года госсекретарь США Колин Пауэлл выступил на специальном заседании Совета Безопасности ООН, предоставив многочисленные доказательства того, что Ирак скрывает от международных инспекторов оружие массового поражения (в частности, алюминиевые трубки, якобы закупленные для урановых центрифуг). Впрочем, в 2004 году Пауэлл признался, что обнародованные им данные были во многом неточными, а иногда и сфальсифицированными:

Когда я делал доклад в феврале 2003 года, то опирался на самую лучшую информацию, которую мне предоставило ЦРУ. …К сожалению, со временем выяснилось, что источники были неточными. Я этим глубоко разочарован и сожалею об этом.Оригинальный текст (англ.)When I made that presentation in February 2003, it was based on the best information that the Central Intelligence Agency made available to me. We studied it carefully. We looked at the sourcing in the case of the mobile trucks and trains; there was multiple sourcing for that. Unfortunately, that multiple sourcing over time has turned out to be not accurate, and so I'm deeply disappointed. 

Американский центр гражданской ответственности совместно с Фондом за независимость журналистики провели исследование, в ходе которого было подсчитано, что с сентября 2001-го по сентябрь 2003-го руководство США сделало 935 заявлений по Ираку, которые не соответствовали действительности. В частности, президент Буш сделал 259 неверных высказываний (231 о наличии у Саддама оружия массового поражения, 28 — о связях Ирака с «Аль-Каидой»), а бывший госсекретарь Колин Пауэлл — 254 высказывания.
Администрация Буша противодействовала попыткам руководства Организации по запрещению химического оружия договориться с Багдадом о присоединении к конвенции о химическом разоружении и отправке инспекторов ОЗХО в Ирак для предотвращения военного вторжения. Глава ОЗХО Жозе Бустани был незаконно отстранён от должности вследствие активного вмешательства Джона Болтона, в результате чего возможности для мирного урегулирования были упущены. Американское и британское правительства использовали обвинения режима Хусейна во владении химическим оружием как главный повод для начала военных действий в Ираке.
Как отмечается в «меморандуме Даунинг-стрит», посвящённом совещанию лейбористского правительства Великобритании в июле 2002 года и опубликованном в 2005 году, «Буш хотел убрать Саддама военным путём, оправдывая это сочетанием терроризма и оружия массового поражения». В октябре 2002 года Конгресс США на основании представленных администрацией данных о разработке Ираком оружия массового поражения принял резолюцию, разрешавшую ведение боевых действий против Ирака. Одновременно шла переброска американских подразделений и частей в регион Персидского залива. В СМИ появились предположения о том, что военная операция начнётся в январе или феврале 2003 года. Одновременно продолжались поиски запрещённого оружия инспекторами ЮНМОВИК. Глава миссии Ханс Бликс жаловался, что Ирак создаёт различные препятствия в проведении поисков. Ожидаемая военная операция подвергалась критике со стороны политических и общественных деятелей ряда стран; её наиболее принципиальными противниками были президент Франции Жак Ширак, канцлер Германии Герхард Шрёдер и президент России Владимир Путин. Министр иностранных дел РФ И. С. Иванов в марте 2002 года отмечал: «Мы против силового сценария решения проблемы. Более того, мы считаем, что любые силовые действия в отношении Ирака могли бы привести к осложнению ситуации, как в Персидском заливе, так и на Ближнем Востоке». В различных странах прошли массовые антивоенные демонстрации. Директор СВР России С. Н. Лебедев в конце 2005 года отметил, что позиция России состояла в информировании международного сообщества об отсутствии у России в отличие от США и Великобритании сведений о наличии в Ираке оружия массового уничтожения, а также данных о поддержке Саддамом Хусейном международного терроризма, заметив: «Мы оказались тогда правы».
Российская разведка установила, что в период между 11 сентября 2001 года и началом Иракской войны государственные органы Ирака готовили теракты на территории США. По словам президента Путина, эта информация передавалась американским спецслужбам, но не Государственному департаменту.  Впоследствии на территории Ирака было найдено химическое оружие, изготовленное в период до 1991 года, и фабрики по его производству, которые Саддам Хуссейн обязан был ликвидировать после 1991 года.

## Вторжение (2003)

### Ход боевых действий

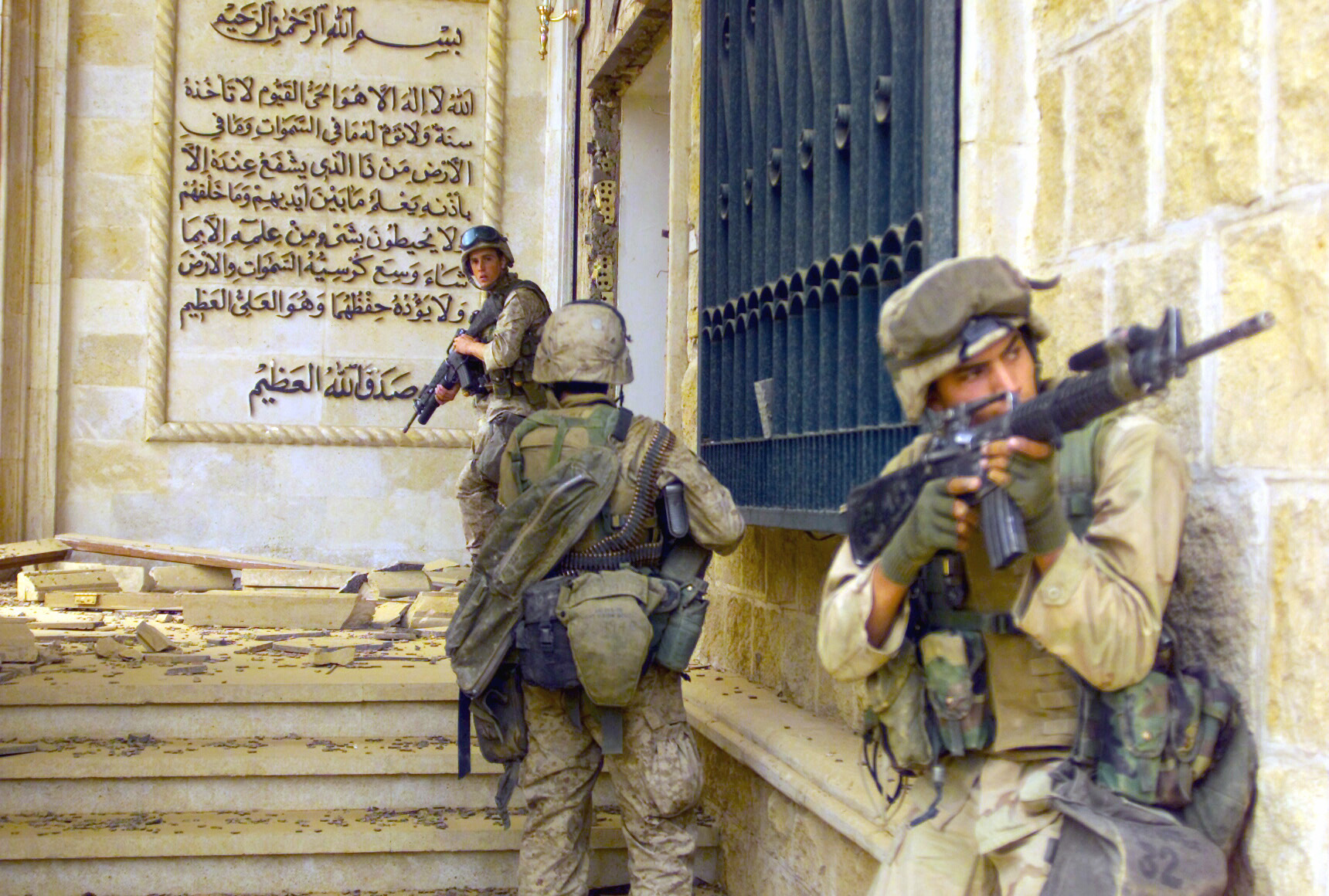
Морские пехотинцы из роты «Чарли» 1-го батальона 7-го полка 1-й дивизии морской пехоты США перед входом в один из дворцов Саддама Хусейна. Багдад, 9 апреля 2003 года

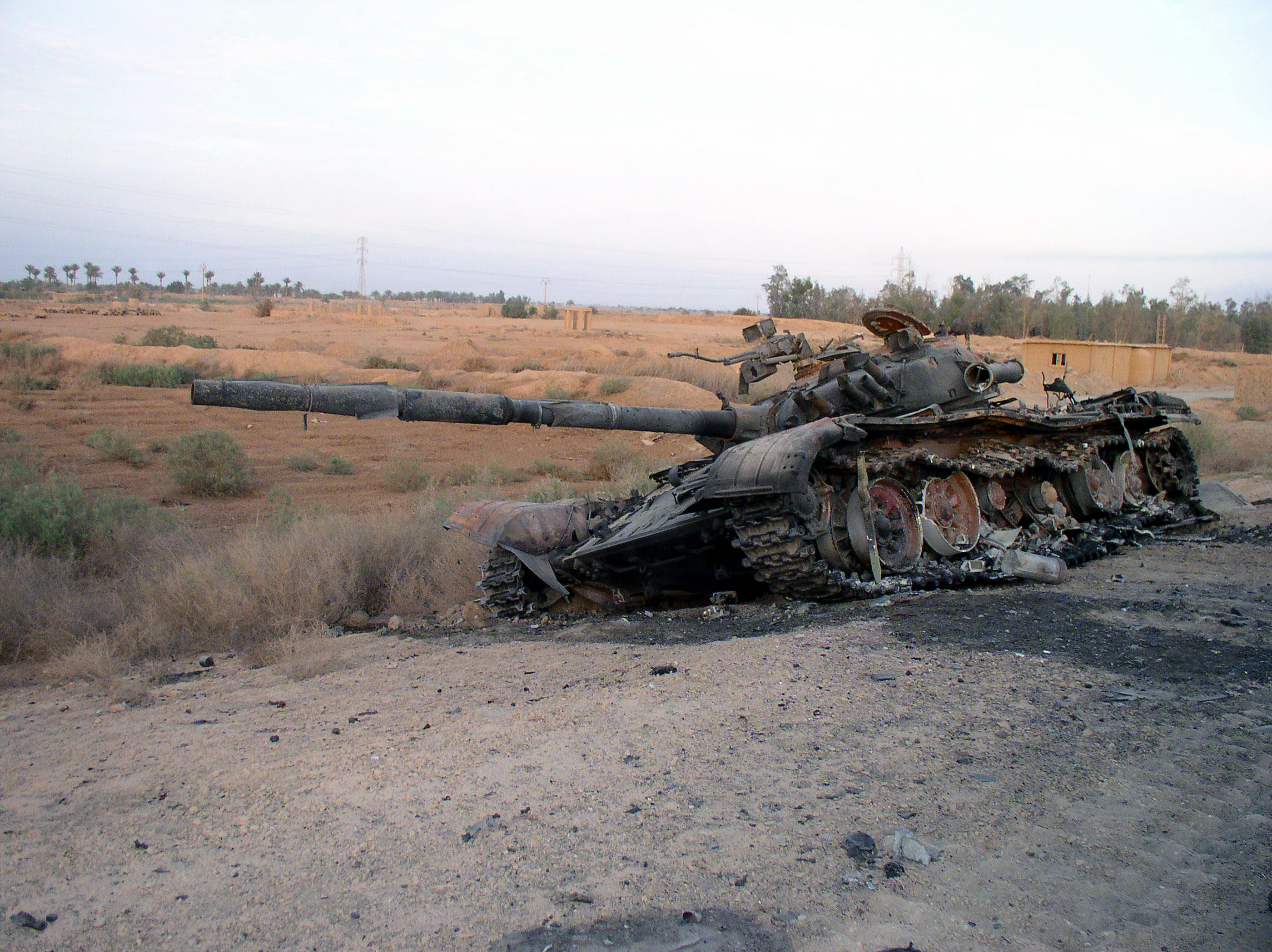
Уничтоженный иракский танк Т-72 на дороге к Искандерии, 13 апреля 2003

Военная операция в Ираке началась утром 20 марта 2003 года. Она носила кодовое название «Иракская свобода» (Operation Iraqi Freedom, OIF); иногда её ошибочно называют «Шок и трепет» (Shock and Awe), но это название относится к военной доктрине, разработанной в 1996 году и применённой в Ираке.
В отличие от войны в Персидском заливе 1991 года, двенадцать лет спустя войска союзников начали наземное наступление почти сразу, без проведения длительной воздушной кампании. Плацдармом для вторжения стал Кувейт. Коалиционное командование предполагало организовать и северный фронт, чему значительно помешал отказ парламента Турции разрешить развёртывание американских войск в стране.
5-й армейский корпус, 1-е экспедиционное соединение морской пехоты и 1-я британская бронетанковая дивизия под общим управлением Центкома не встретили серьёзного сопротивления со стороны 23 дивизий Ирака. Иракские ВВС полностью бездействовали (после окончания боевых действий многие иракские самолёты были обнаружены закопанными в песке). К началу апреля силы США уже находились на подступах к Багдаду. 7 апреля ударом иракского тактического ракетного комплекса был поражён командный центр 2-й бригады 3-й пехотной дивизии США, включая несколько десятков единиц техники. 9 апреля иракская столица была взята без боя, символом чего стало свержение с постамента одной из многочисленных статуй Саддама Хусейна, показанное в прямом эфире многими мировыми телекомпаниями.
Продолжая двигаться в северном направлении, 15 апреля американские войска взяли Тикрит, завершив активную фазу боевых действий. Тем временем Багдад и другие иракские города захлестнула волна мародёрства; в обстановке временного безвластия были разграблены многие частные дома, магазины и государственные учреждения.
За полтора месяца войны потери коалиции составили 172 человека погибшими. По данным Павла Лыткина в газете «Спецназ России», было подбито 74 танка, 63 БМП, 105 БТР, 4 САУ и 91 автомобиль. Также по его данным было потеряно до 15 боевых самолётов, 22 вертолёта и 9 БПЛА. По оценке исследователя Карла Конетты, в ходе вторжения погибло 9200 иракских военнослужащих и 7300 гражданских лиц; таким образом, потери гражданского населения более чем в два раза превысили аналогичный показатель войны 1991 года. Свыше 7000 иракских военнослужащих попали в плен. Иракская армия за 21 день потеряла 847 танков и 777 БТР и БМП.
Лондонская «Гардиан» в 2008 году опубликовала выдержки из новой книги о войне в Ираке лауреата Нобелевской премии в области экономики, главного экономиста Всемирного банка Джозефа Стиглица. По его подсчётам только первые 10 дней боевых действий в 2003 году обошлись США в 5,5 миллиардов долларов. Он предположил, что прямые и косвенные потери от этой войны будут стоить человечеству 6 триллионов долларов. Половина этой суммы придётся на долю США.

### Командование
В период вторжения в Ирак весной 2003 года штаб операции размещался в городе Доха (Катар). Всеми силами на театре военных действий руководил командующий Центрального командования США генерал Томми Фрэнкс. В июле он был сменён генералом Джоном Абизаидом.
Непосредственные командующие многонациональными силами:
- Рикардо Санчес (июнь 2003 — июнь 2004)
- Джордж Кейси (июнь 2004 — февраль 2007)
- Дэвид Петреус (февраль 2007 — сентябрь 2008)
- Рэймонд Одиерно (сентябрь 2008 — август 2015)

## Антивоенные высказывания

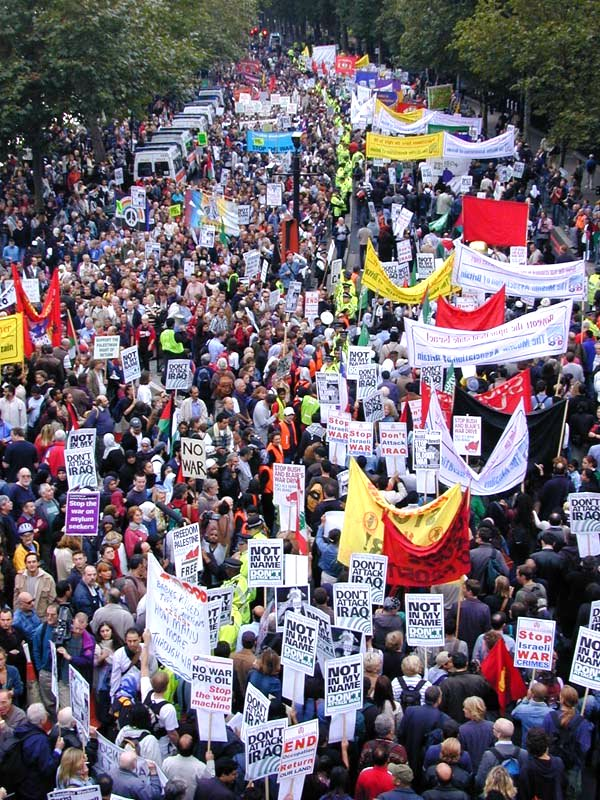
Stop the War

20 января 2003 года, министр иностранных дел Франции Доминик де Вильпен заявил: «Мы считаем, что военное вторжение в Ирак будет самым плохим решением». В это же время по всему миру проходили протесты против войны в Ираке. По подсчётам французского учёного Доминика Реинье, с 3 января по 12 апреля 2003 года в антивоенных выступлениях приняли участие 36 миллионов человек. По всему миру прошло порядка 3000 крупных демонстраций. 15 февраля 2003 года прошла самая крупная демонстрация.
В британском обществе сложилась достаточно сильная оппозиция войне. В средствах массовой информации обвиняли Тони Блэра в безоговорочном следовании политике Соединённых Штатов. 15 февраля 2003 года в Лондоне прошли массовые антивоенные демонстрации. По разным данным в выступлениях приняли участие от 750 тысяч до 2 миллионов человек. В марте в Методистском центральном холле Лондона было проведено собрание Народной ассамблеи за мир. Количество участников составляло приблизительно 1500 человек, представлявших различные организации Великобритании. На заседании была принята декларация, осуждающая лейбористское правительство в намерении присоединиться к военным действиям. В случае присоединения, участники конференции выступали за немедленную отставку премьер-министра. Рейтинг Тони Блэра упал до 35 %. В соответствии с опросом общественного мнения, 62 % опрошенных в январе 2003 года не поддерживали политику Тони Блэра в Ираке.
По мнению британского военного историка Дж. Томпсона, высказанному им в июне 2014 года: «Положение иракского народа до вторжения США и Великобритании было куда лучше».

## Война после вторжения (2003—2010)

### 2003: начало партизанской войны

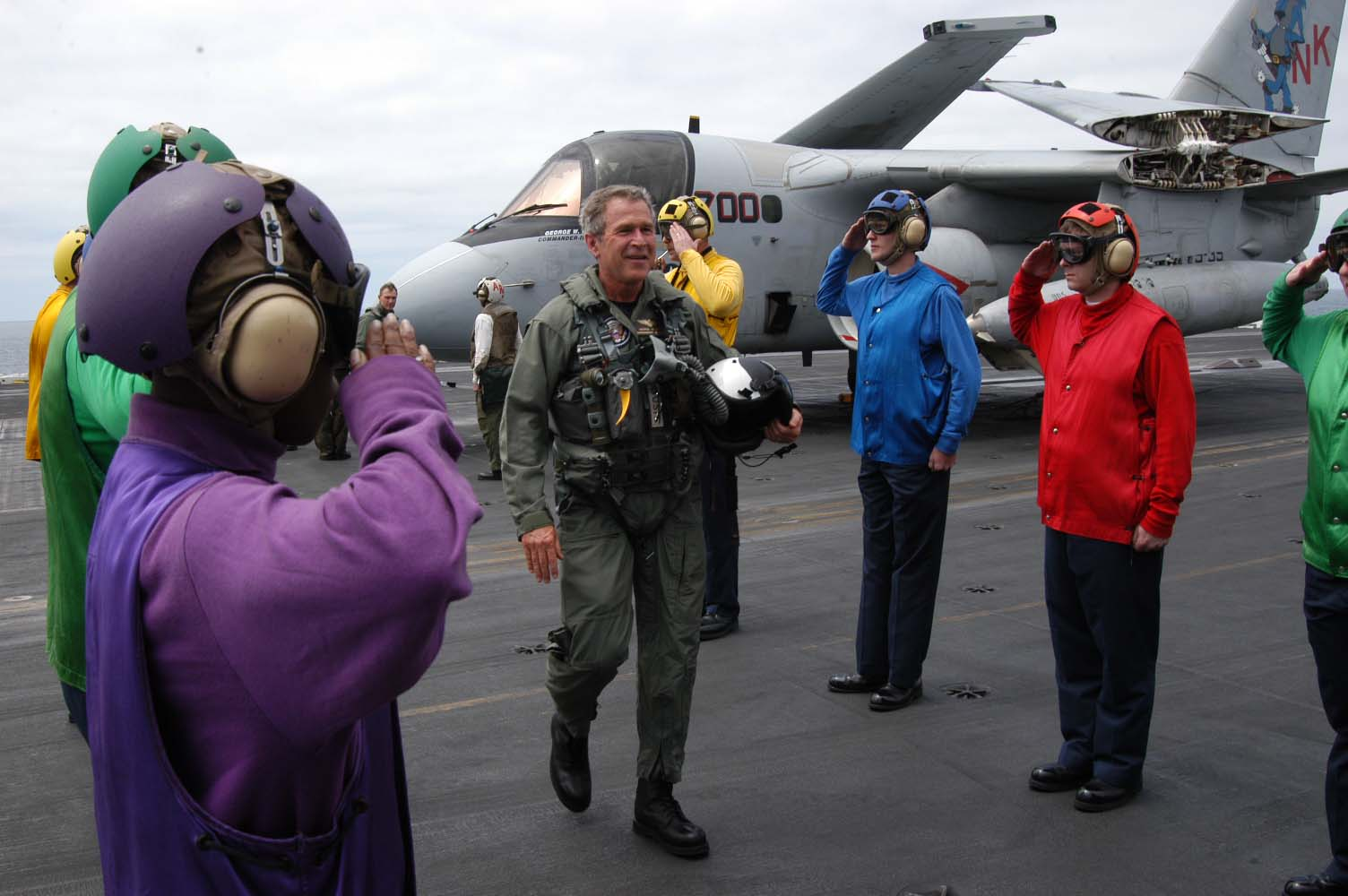
Встреча Джорджа Буша на палубе авианосца «Авраам Линкольн». 1 мая 2003 года

В апреле 2003 года командование коалиционных сил начало создание первых полицейских подразделений: 12 апреля 2003 года командование коалиции обратилось с призывом к сотрудникам иракской полиции «принять участие в восстановлении порядка в Багдаде», 14 апреля 2003 года в Багдаде появились первые совместные патрули из иракских полицейских и солдат США; в это же время британские войска начали работу по созданию полиции в Басре.
В это же время отмечены случаи нападений партизан на коалиционные силы:
- так, 28 апреля 2003 года (в день рождения Саддама Хусейна) в городе Мосул по войскам США был открыт пулемётный огонь, бой продолжался в течение 45 минут и стал крупнейшим инцидентом с момента установления контроля сил коалиции над городом[92].

1 мая 2003 года президент США Джордж Буш приземлился на самолёте S-3 на палубу авианосца «Авраам Линкольн», возвращавшегося на свою базу после участия в боевых действиях, и произнёс речь, известную как «Миссия выполнена». В ней он фактически объявил о военной победе США в Иракской войне.

Страна была разделена на несколько оккупационных зон. Багдад, «суннитский треугольник», северные районы Ирака и западная провинция Аль-Анбар контролировались американскими войсками. Населённые шиитами районы южнее Багдада были зонами ответственности Многонациональной дивизии, состоявшей из подразделений Польши, Испании, Италии, Украины и нескольких стран Центральной Америки. На крайнем юге Ирака в Басре дислоцировался британский контингент. Для управления оккупированной страной в конце апреля была создана Временная коалиционная администрация, возглавленная отставным генералом Джеем Гарнером, который, однако, уже в мае был сменён Полом Бремером. Задачей администрации было создание необходимых условий для передачи власти новому иракскому правительству. Одним из первых шагов Временной администрации стал роспуск иракской армии и полиции.

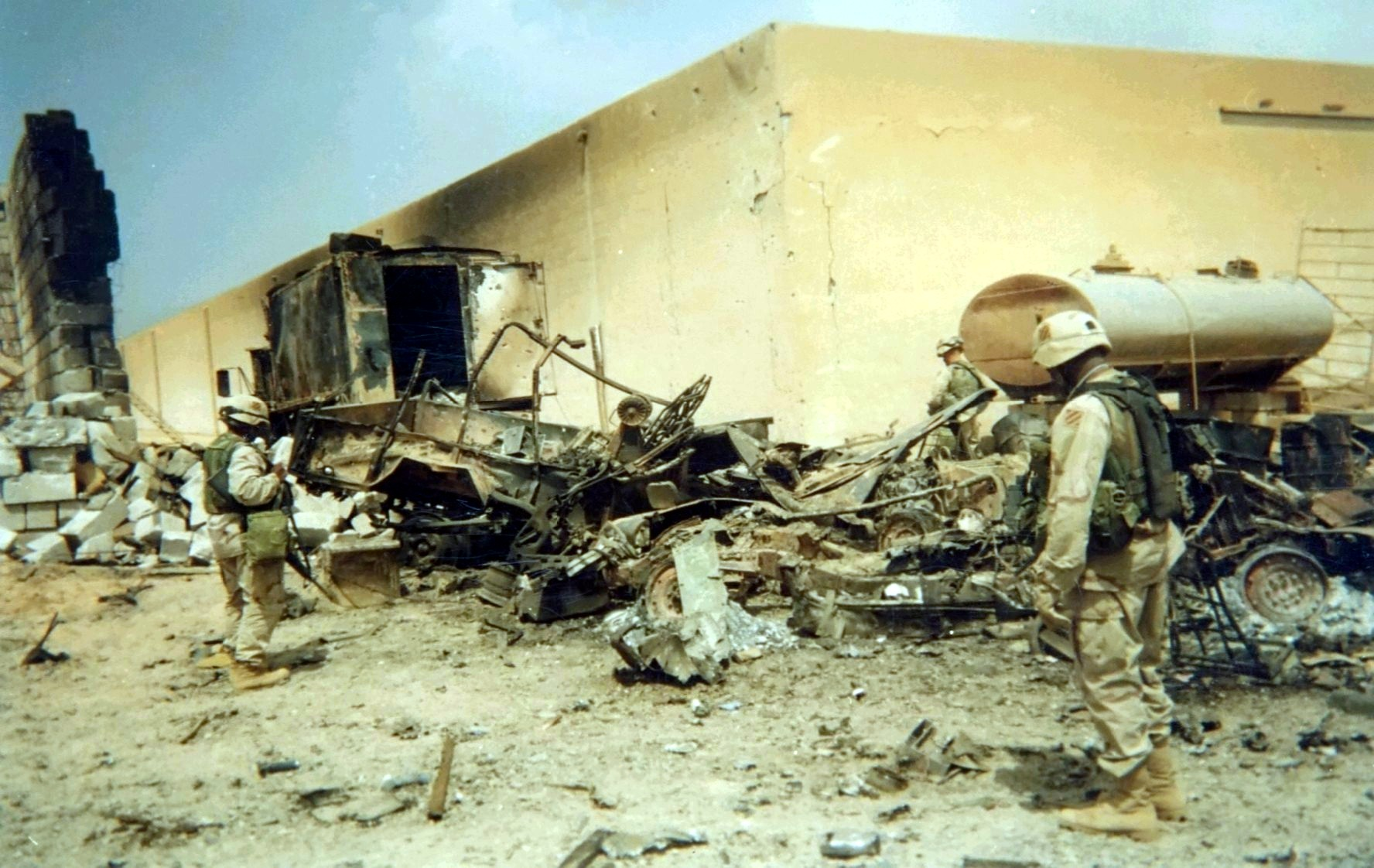
Американский командный центр 2-й бригады 3-й механизированной дивизии, поражённый иракским ракетным комплексом Луна-М

Сразу после окончания фазы вторжения в стране начала работу Группа исследования Ирака, занимавшаяся поиском оружия массового поражения, предположительно скрывавшегося властями Ирака. В 2004 году эта группа закончила свою работу, отметив в итоговом отчёте, что к началу военной операции коалиционных сил Ирак не располагал оружием массового поражения.

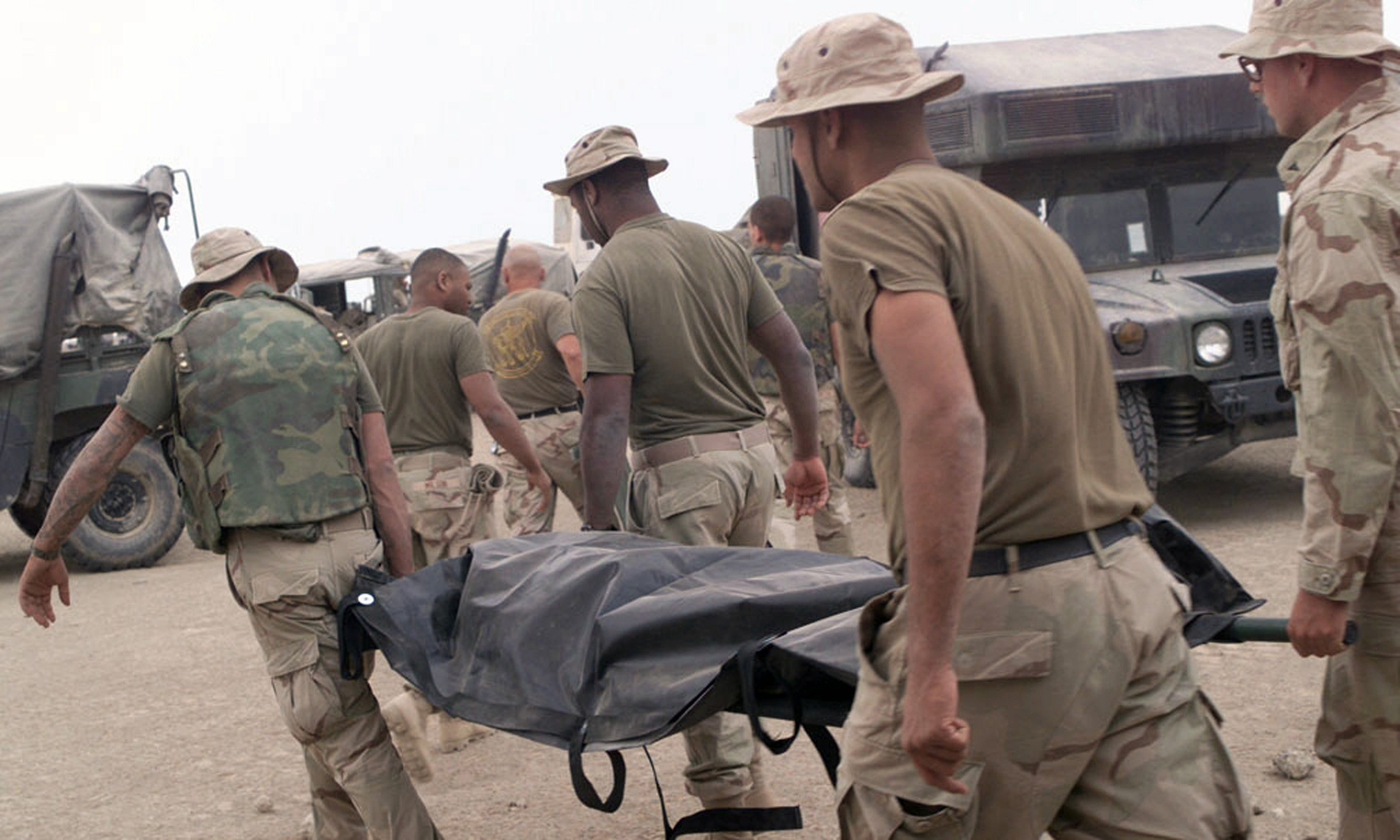
Эвакуация погибшего морского пехотинца. 15 апреля 2003 года

Почти сразу после формального завершения боевых действий в стране развернулась партизанская война. Уже в течение мая произошло несколько нападений на коалиционные войска. В июне силы США провели первую значительную операцию («Удар по полуострову») после свержения власти Саддама Хусейна, направленную против начавшего набирать силу партизанского движения. Лето 2003 года стало периодом зарождения организованных партизанских групп, состоявших поначалу в основном из активистов партии Баас и сторонников Саддама Хусейна. Эти группировки захватили большое количество оружия и боеприпасов на складах бывшей иракской армии во время безвластия, царившего в первые недели после свержения власти Саддама Хусейна.
В ноябре 2003 года в Ираке погибло 110 военнослужащих коалиции (в предшествующие месяцы погибало по 30—50 человек). Оплотом партизан в этот период был «суннитский треугольник» к западу и северу от Багдада, особенно провинция Аль-Анбар, где центром сопротивления стал город Фаллуджа. Повстанцы использовали типичную партизанскую тактику: миномётные обстрелы, действия снайперов-одиночек, атаки смертников (на заминированных автомобилях или с поясами со взрывчаткой).

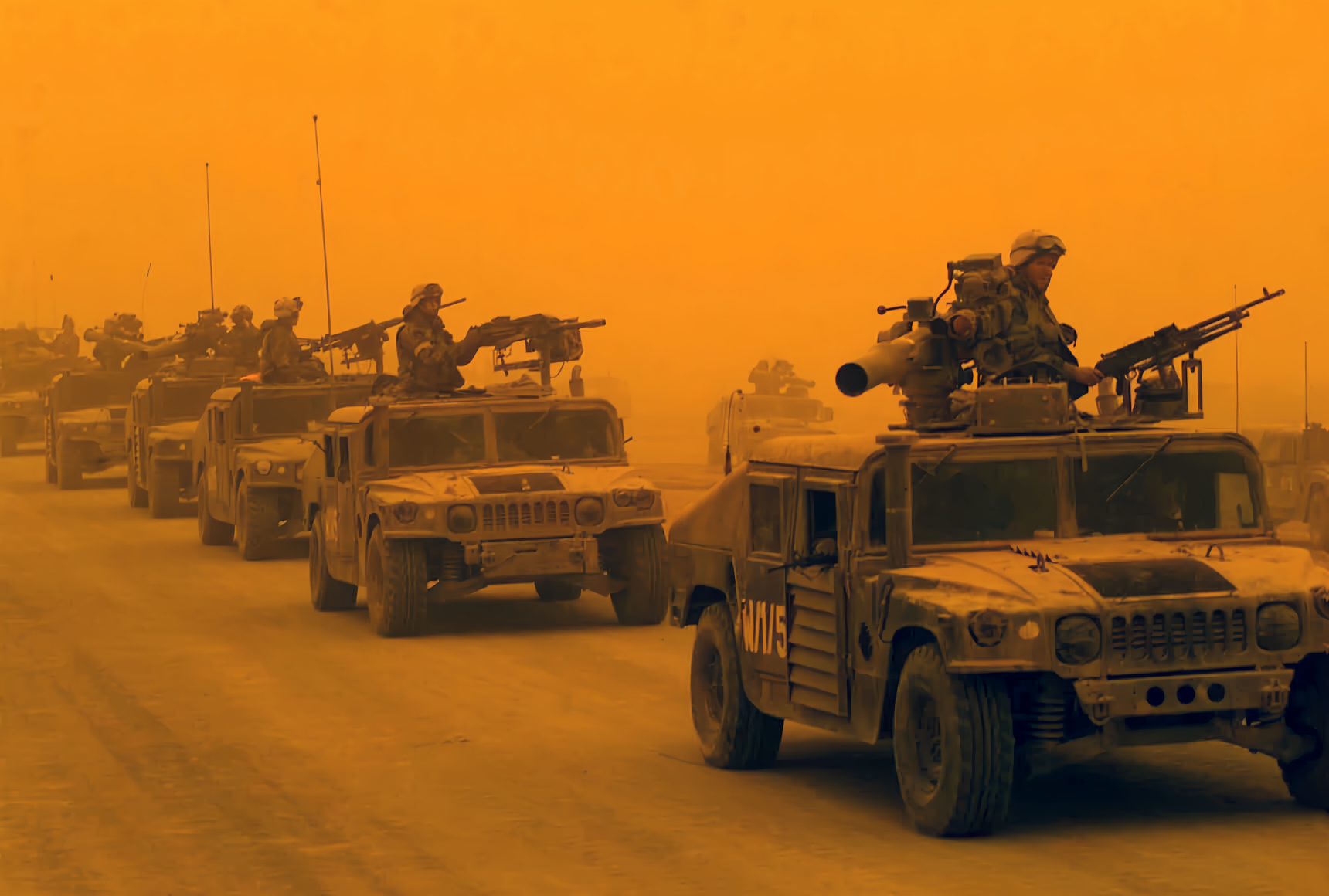
Бронемашины HMMWV из состава роты «Дельта» 1-го механизированного разведывательного батальона (1st Light Armored Reconnaissance Battalion) 1-й дивизии КМП США продвигаются через песчаную бурю на севере Ирака. 26 марта 2003 года

Наибольшие потери силам коалиции наносят самодельные взрывные устройства, в значительной степени это обусловлено слабостью бронирования американских автомобилей «Хамви», часто применяющихся для патрулирования. Устройства размещаются у обочины дороги и приводятся в действие (зачастую — дистанционно) во время прохождения конвоя или патруля международной коалиции. Наиболее смертоносная конструкция использует кумулятивный заряд направленного действия, инфракрасный лазер и датчик, который срабатывает от прерывания лазерного луча. Эта конструкция устанавливается на трассе в неактивном состоянии и активизируется дистанционно непосредственно перед прохождением военной колонны.
Другой формой борьбы стала организация терактов, первым из которых стал взрыв посольства Иордании в августе 2003 года. Следующей целью террористов стала штаб-квартира ООН в Багдаде, причём среди погибших оказался глава иракской миссии ООН Сержиу Виейра ди Меллу. Самой успешной террористической атакой на представителей международных сил стал взрыв казарм итальянского контингента в Насирии в ноябре 2003 года.
В то же время операции коалиционных войск приносили и успехи. В течение года было задержано множество представителей свергнутой власти, находившихся в розыске. 22 июля в перестрелке с солдатами 101-й воздушно-десантной дивизии в Мосуле погибли сыновья Саддама Хусейна — Удей и Кусей. 13 декабря в районе Тикрита военнослужащими 4-й пехотной дивизии был арестован сам Хусейн. Считалось, что он является организатором и вдохновителем партизанского движения и после его ареста оно пойдёт на спад, однако этого не случилось.

### 2004: продолжение войны

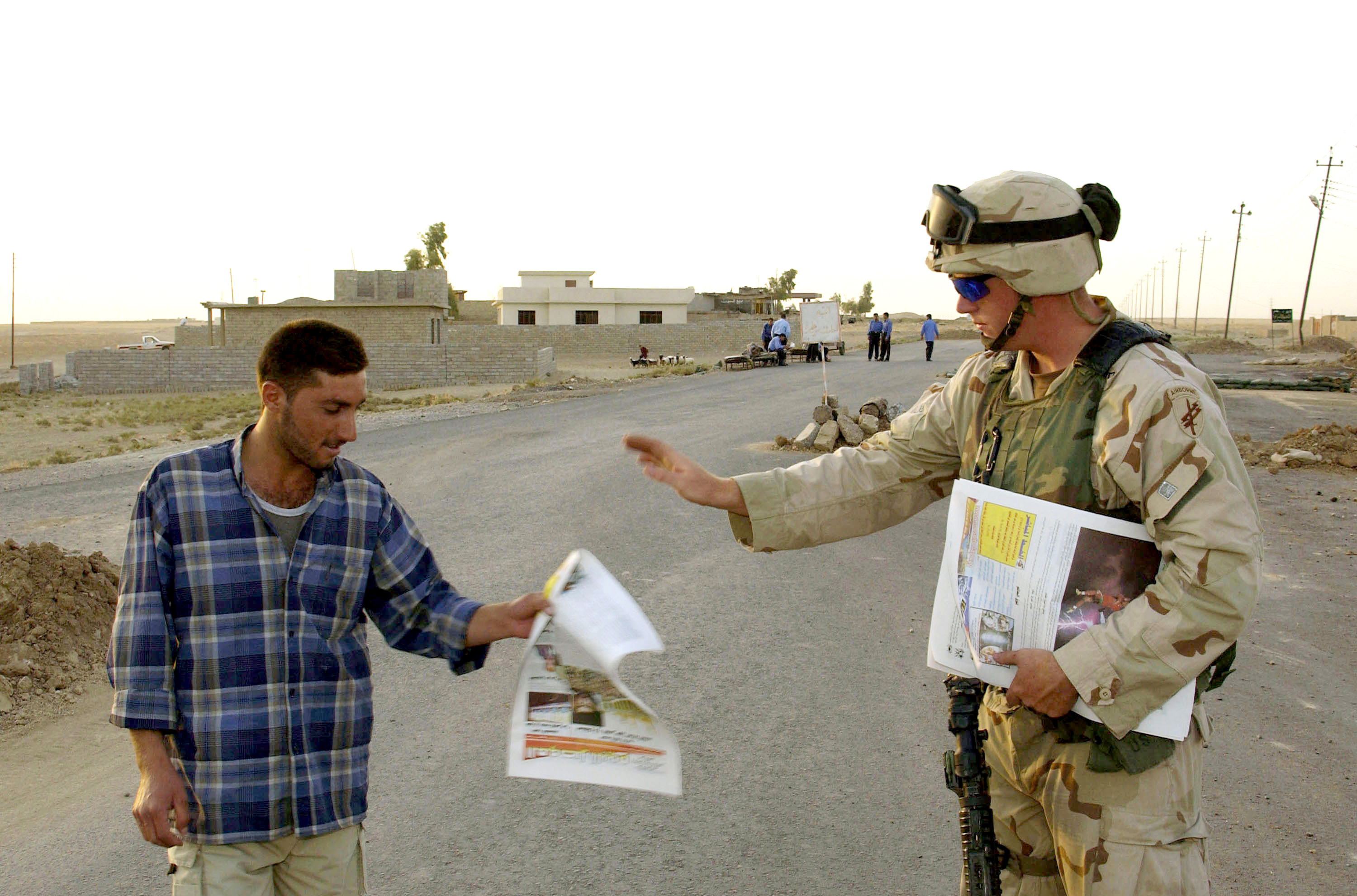
Американский специалист из 4-й группы по ведению психологической войны передаёт иракцу газету коалиционных сил. Мосул, 24 августа 2004 года

В феврале—марте 2004 года в Ираке установилось относительное затишье. Уменьшение числа вооружённых акций повстанцев привело к снижению потерь международной коалиции. Это затишье оказалось обманчивым и уже весной США и их союзники столкнулись с наиболее серьёзным вызовом после взятия Багдада — суннитским партизанским движением и шиитской оппозицией.
К концу 2003 года религиозные и политические лидеры иракских шиитов выдвинули требования провести всеобщие выборы и передать власть избранному правительству. Шииты рассчитывали таким образом получить в свои руки политическую власть в стране, традиционно находившуюся у суннитского меньшинства (особенно в эпоху правления Хусейна). Их требования расходились с намерениями Временной коалиционной администрации, собиравшейся уступить место специально сформированному переходному правительству, которое должно было управлять Ираком до будущих выборов. Позиция США вызвала недовольство в рядах шиитов. Наиболее радикальным их представителем был мулла Муктада ас-Садр, выступавший за вывод иностранных войск из Ирака и за создание плюралистического демократического исламского государства, ориентированного на исламский мир. Ас-Садр создал вооружённое ополчение, известное как Армия Махди. С помощью этой группировки он решил организовать восстание против многонациональных сил.
По времени шиитское восстание совпало с событиями в Фаллудже. Этот населённый пункт западнее Багдада с середины 2003 года считался главным оплотом суннитского сопротивления, здесь американские войска несли наибольшие потери в Ираке. В начале весны дислоцированная здесь 82-я воздушно-десантная дивизия была заменена подразделениями морской пехоты, которые сразу же столкнулись с серьёзным сопротивлением в самом городе. 31 марта толпа иракцев остановила проезжавшие через Фаллуджу машины с охранниками из частной фирмы «Блэкуотер», сожгла их, а обгоревшие тела повесила на мосту через Евфрат. Видеозапись этого была продемонстрирована рядом телеканалов и подтвердила, что Фаллуджа не контролируется американскими войсками.

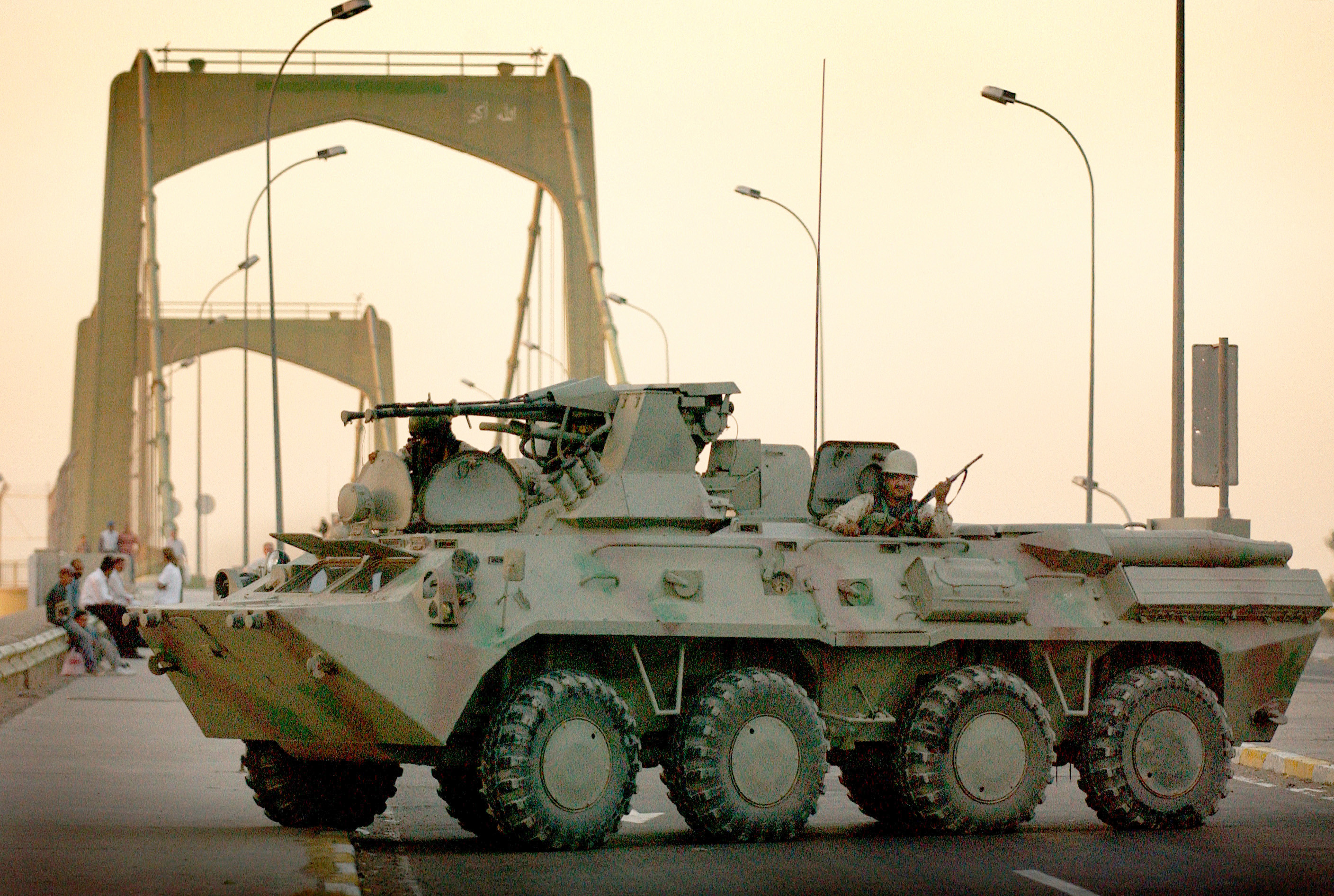
Иракский БТР-94 охраняет улицы Багдада. Август 2004

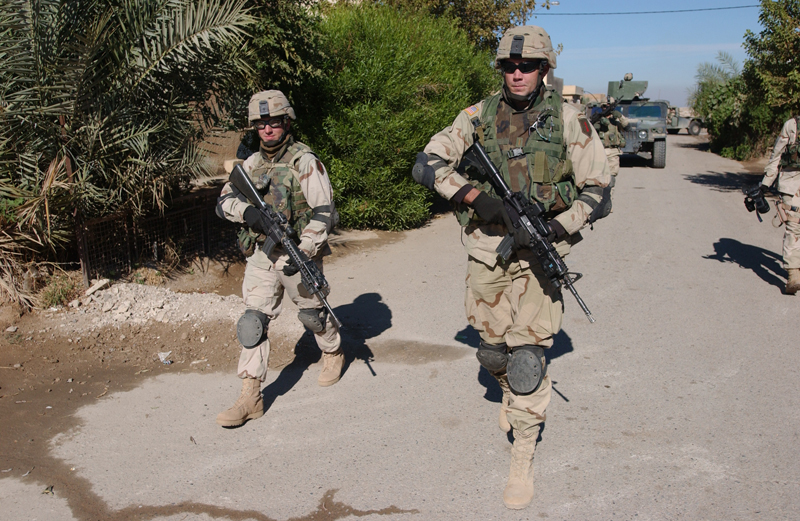
Патруль роты «Альфа» 1-го батальона 18-го пехотного полка 1-й пехотной дивизии США в Ираке. Ноябрь 2004 года

Шиитское восстание началось 4 апреля, и в следующие несколько дней почти во всех городах Центрального и Южного Ирака шли ожесточённые столкновения. Одновременно с 5 апреля морская пехота США штурмовала Фаллуджу. Выяснилось, что выделенных для операции сил явно недостаточно; морские пехотинцы увязли в уличных боях и уже через несколько дней прекратили штурм, тем более, что у американского командования было множество проблем в других районах Ирака. В этот же период произошла серия похищений иностранных специалистов, работавших в Ираке. Похищениями занималась суннитская группировка «Аль-Каида в Ираке», возглавляемая Абу Мусабой аз-Заркави. Известность пришла к Заркави после того, как получила распространение видеозапись казни американского заложника Николаса Берга, которому Заркави лично отрубил голову.
Несмотря на неожиданность шиитского восстания и сравнительно большие потери силы США сумели к концу апреля подавить основные очаги сопротивления. В мае шли бои в Эн-Наджафе, где находился сам ас-Садр. В конце концов Армия Махди объявила о прекращении огня. Аналогичным образом разрешилось противостояние в Фаллудже, где была создана специальная иракская бригада, призванная следить за сохранением порядка в городе. На фоне утраты контроля над Фаллуджей и несколькими шиитскими городами 28 июня 2004 года Временная коалиционная администрация передала свои полномочия Переходному правительству Ирака во главе с премьер-министром Айядом Аллауи. Тем самым, на бумаге, был положен конец иностранной оккупации Ирака, продолжавшейся более года. Войска международной коалиции оставались в стране по просьбе нового правительства и в соответствии с мандатом ООН (резолюция СБ ООН 1546 от 8 июня 2004 года).

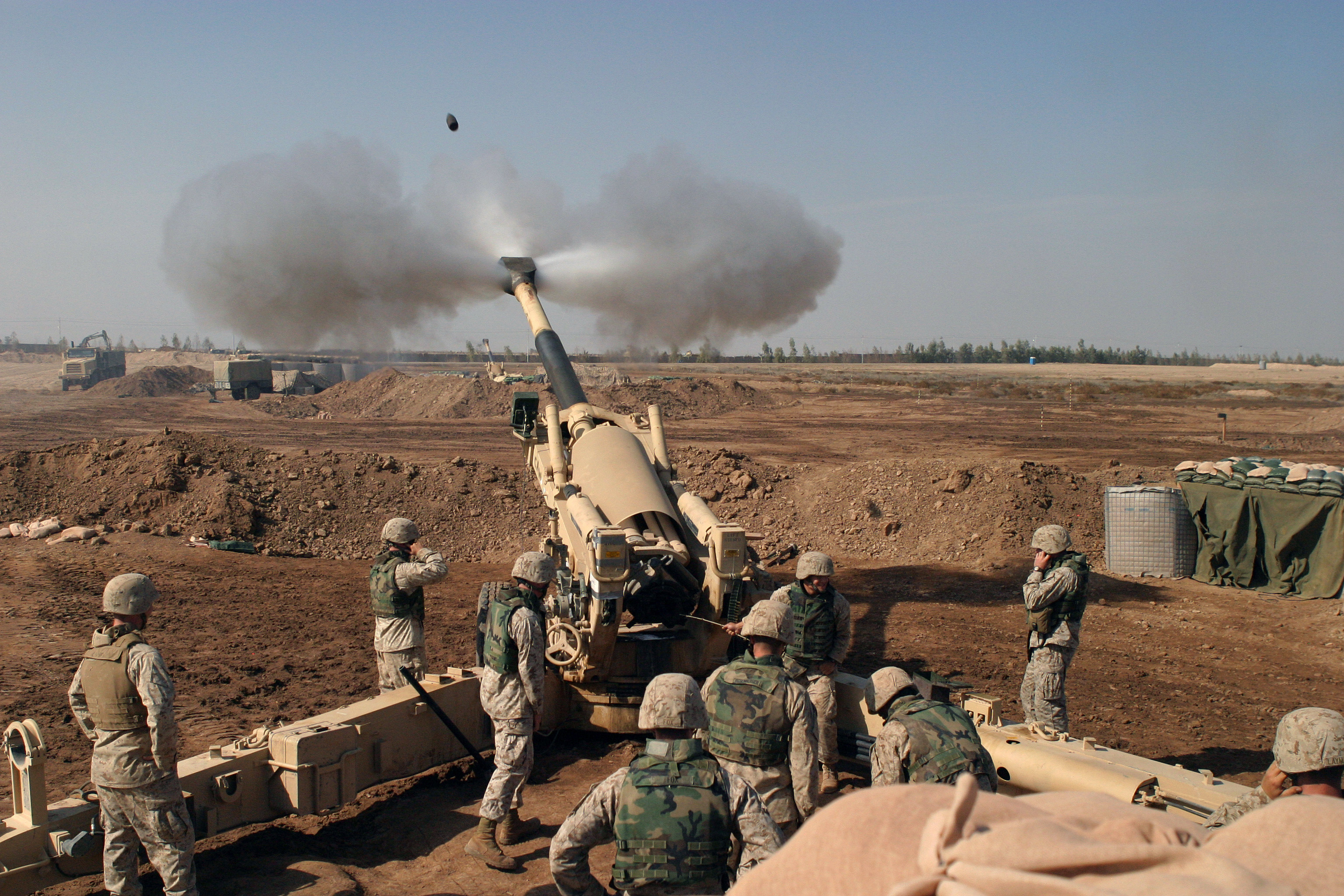
155-мм гаубица M198 4-го батальона 14-го полка 4-й дивизии морской пехоты США ведёт огонь по городу Эль-Фаллуджа в ходе операции «Ярость призрака». 11 ноября 2004 года

Составленный бывшей Временной коалиционной администрацией план политического развития Ирака предусматривал проведение в будущем выборов в Национальную ассамблею, референдума по новой конституции и ещё одних парламентских выборов для формирования постоянного правительства страны. С конца 2003 года велась работа по созданию новой иракской армии и полиции, однако Переходное правительство ещё не имело сил и средств для самостоятельного поддержания порядка в Ираке. Для обеспечения безопасности будущих выборов командование многонациональных сил поставило первоочередной задачей восстановить контроль над всеми районами страны, потерянными в ходе шиитского восстания. В августе развернулось второе сражение за Неджеф, после которого Муктада ас-Садр был вынужден отказаться от продолжения вооружённой борьбы и перейти к политической деятельности.

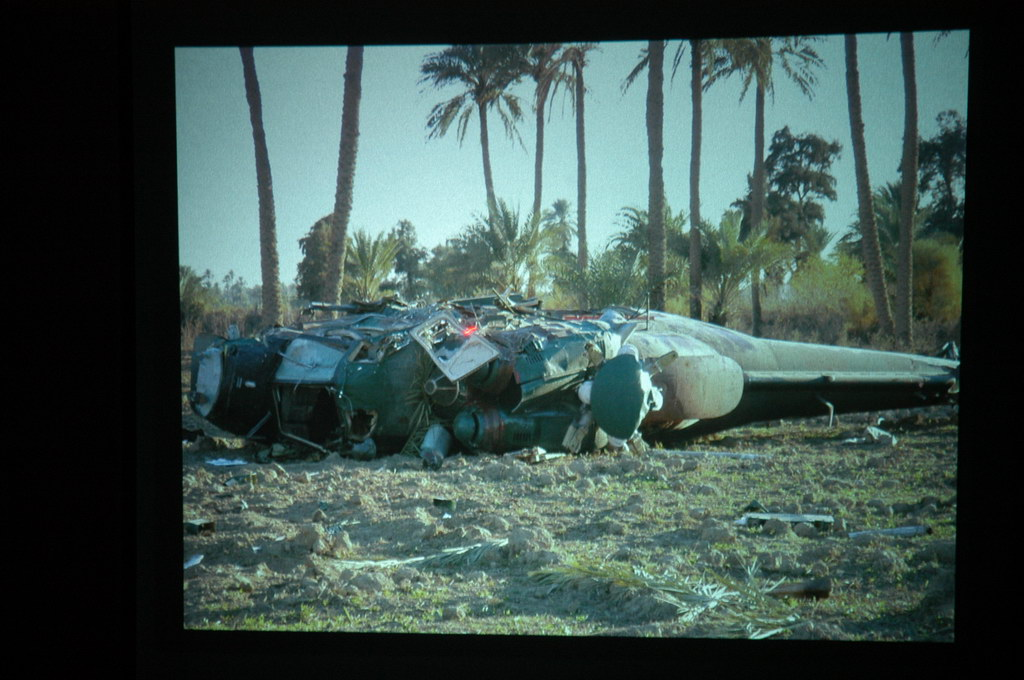
Упавший польский вертолёт «Сокол». 15 декабря 2004 года

 После этого войска коалиции сравнительно легко подавили сопротивление суннитских боевиков во всех контролируемых ими населённых пунктах, кроме Фаллуджи. К осени Фаллуджийская бригада развалилась, и город вновь находился под контролем местных партизан и иностранных боевиков. После провала переговоров 8 ноября совместные американо-иракские силы начали второй штурм Фаллуджи. По высказывавшимся оценкам, для вооружённых сил США это было самое интенсивное сражение в городских условиях со времён битвы за Хюэ во Вьетнамской войне. Фаллуджа очень сильно пострадала в ходе штурма, но к концу месяца в целом контролировалась коалиционными войсками. Таким образом, суннитское партизанское движение лишилось своего главного центра.
В течение 2004 года Иракская война продолжала подвергаться критике как в США, так и во многих других странах мира. В конце апреля разгорелся получивший широкую огласку скандал вокруг издевательств над иракскими заключёнными в американской тюрьме Абу-Грейб. Иракский вопрос занимал заметное место во время президентской предвыборной кампании в Америке. Несмотря на критику войны, Джордж Буш был переизбран на ноябрьских выборах, опередив своего конкурента Джона Керри.

### 2005: теракты и выборы

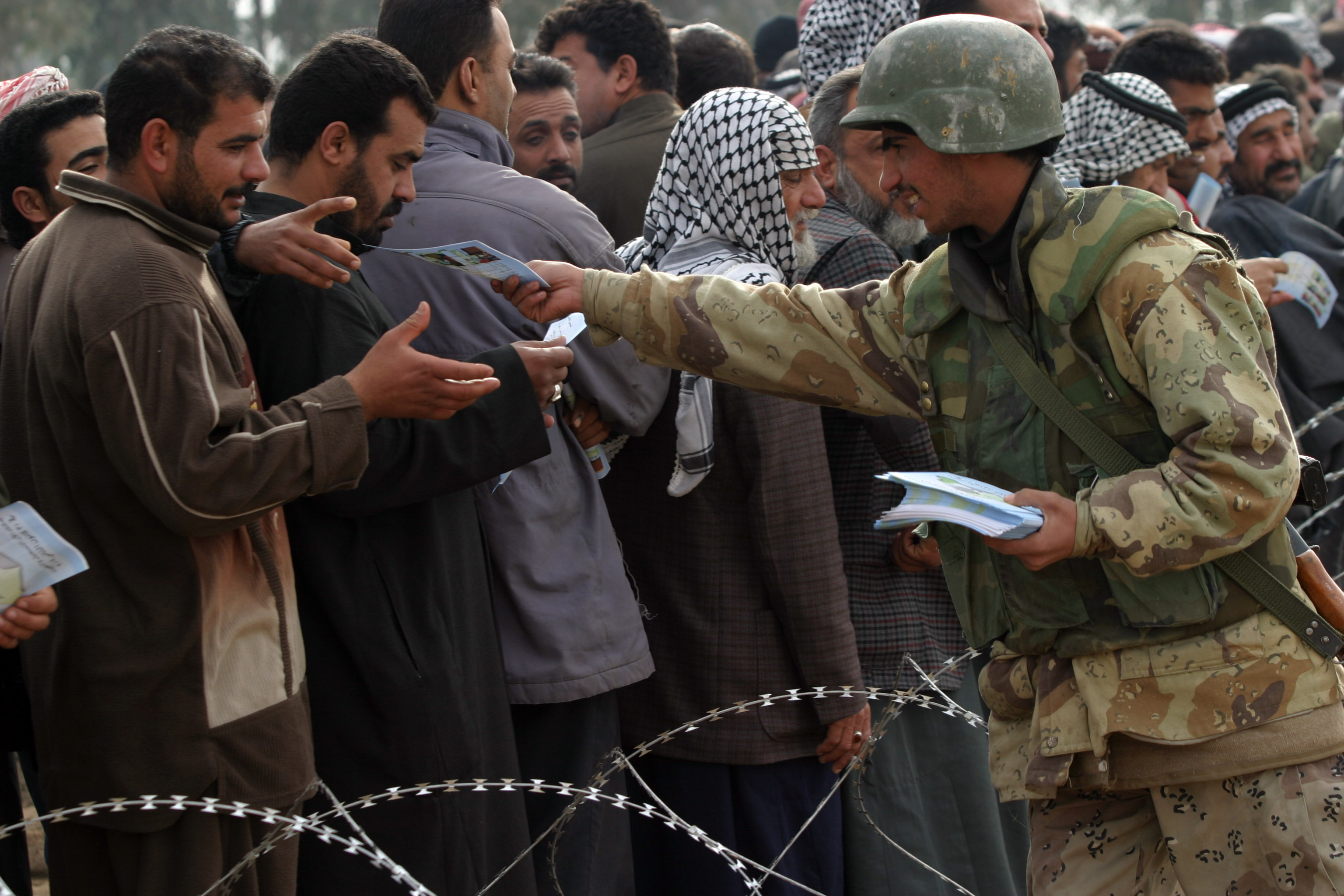
Иракский солдат с избирателями. Парламентские выборы 30 января 2005 года

30 января 2005 года в обстановке усиленных мер безопасности в Ираке прошли первые за полвека многопартийные парламентские выборы. Канун выборов ознаменовался волной насилия и угрозами боевиков разместить напротив избирательных участков снайперов. Несмотря на бойкот голосования в ряде суннитских районов (в провинциях Аль-Анбар и Айнав явка избирателей отсутствовала), выборы были признаны состоявшимися. Как и предсказывали аналитики, победу на них одержал шиитский Объединённый Иракский Альянс, набравший 48 % голосов. В апреле было сформировано Переходное правительство, задачей которого являлась подготовка новой конституции страны.
Ситуация в сфере безопасности продолжала ухудшаться. Понеся большие потери в Фаллудже, суннитские повстанческие группировки нуждались в пополнении, которое происходило в этот период в основном за счёт иностранных боевиков, прибывавших в провинцию Аль-Анбар из Сирии. Для пресечения проникновения их в Ирак американская морская пехота весной — осенью 2005 года провела серию операций в приграничных районах (в том числе «Матадор» и «Стальной занавес»). Сирия отвергала обвинения в том, что её территория используется иностранными боевиками для транзита, но осенью сообщалось, что сирийское руководство достигло соглашения с Ираком об укреплении границы в обмен на поставки иракской нефти. В районе Багдада после выборов наступило затишье, продлившееся до мая, когда здесь произошла серия терактов. По данным американского командования, усиление террористической активности произошло по распоряжению аз-Заркави на совещании в Сирии. За месяц жертвами этих акций стали 700 человек, включая высокопоставленных иракских военных и духовных лидеров. В ответ американское командование начало в Багдаде крупную операцию «Молния», в которой участвовали более 40 000 американских и иракских военнослужащих.

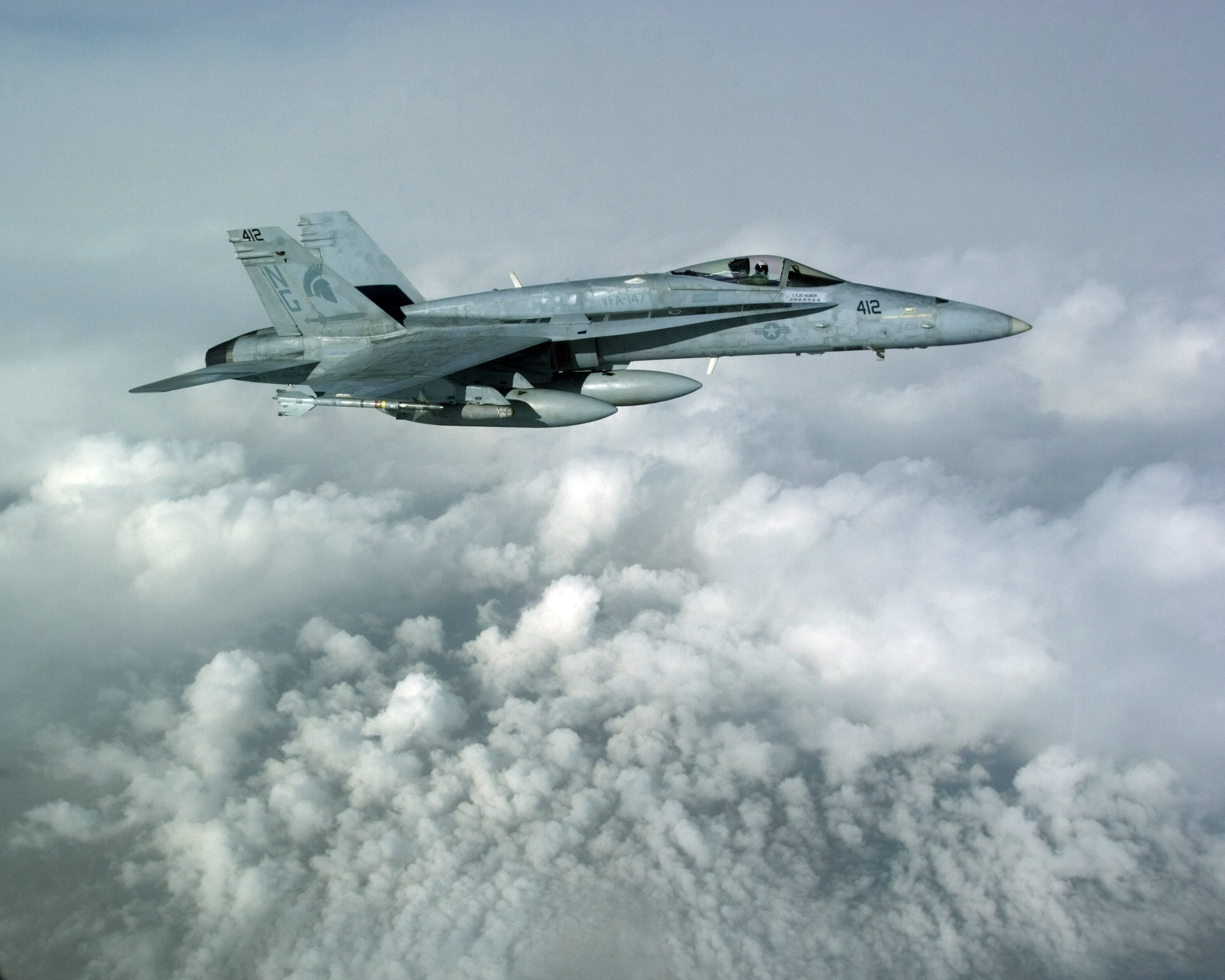
F/A-18C Hornet 147-й эскадрильи ударных истребителей военно-морских воздушных сил США над Ираком. 2005 год

К 2005 году иракские вооружённые силы и повстанческие подразделения уничтожили 20 танков M1 «Абрамс» (полностью), 150 БМП «Брэдли», 20 БТР «Страйкер», 20 БТР M113, 250 Humvee и 85 вертолётов. С учётом остальной техники (грузовиков, разведывательных машин и т. д.) общее число потерь только со стороны США достигает почти 1000 единиц.
В процессе разработки новой конституции выявились серьёзные противоречия между политическими партиями шиитов и курдов с одной стороны и суннитов с другой. Основные возражения суннитов вызывали пункты проекта, касавшиеся вопросов федерального устройства государства, ликвидации партии Баас, а также принадлежности Ирака арабскому миру. Принятый проект отражал в основном взгляды шиитов и курдов, обладавших большинством в парламенте. Раскол в иракском обществе был хорошо заметен на референдуме по принятию конституции 15 октября, когда в шиитских районах царила праздничная атмосфера, а в суннитских городах Эль-Юсифия и Эль-Латифия участки для голосования вообще не открывались. Тем не менее, конституция была принята. 15 декабря состоялись новые парламентские выборы, по итогам которых должно было быть создано теперь уже постоянное правительство страны. Победу вновь одержал Объединённый Иракский Альянс, получивший 128 мест в Национальном собрании. Все суннитские партии получили только 58 мест, а курды — 53 места.

### 2006: гражданская война

Танки M1A2 «Абрамс» 3-го бронекавалерийского полка Армии США в городе Талль-Афар. Ирак, февраль 2006

Приход к власти в Ираке шиитских политических сил заметно обострил отношения между иракцами, принадлежащими к двум разным ветвям ислама. Хотя сунниты были религиозным меньшинством, они традиционно составляли основную часть политической элиты страны (Саддам Хусейн также был суннитом). По мере изменения ситуации в суннитских кругах росли опасения того, что шииты и курды, перехватив политическую инициативу, попытаются провозгласить собственные суверенные государства на территориях Ирака, где они преобладают. В этом случае страна лишится почти всех основных месторождений нефти. И суннитские, и шиитские вооружённые группировки выступали против присутствия иностранных войск в Ираке, однако в 2006 году борьба против войск международной коалиции отошла на второй план. 22 февраля неизвестные организовали взрыв в мечети Аль-Аскария в Самарре. Жертв не было, но купол мечети, одной из главных шиитских святынь, оказался разрушен. В последующие дни и недели страну захлестнула волна насилия на почве межрелигиозного конфликта. Боевики обеих сторон взрывали шиитские и суннитские мечети, похищали и убивали мирных иракцев, исповедовавших «вражеское» течение ислама. Такие расправы стали обыденным явлением; ежедневно на улицах иракских городов полиция обнаруживала десятки трупов, многие из которых имели следы пыток.
Многие наблюдатели заговорили о том, что в Ираке началась гражданская война. Администрация Джорджа Буша старалась избегать такой формулировки, что привело к дебатам о том, можно ли считать происходящее гражданской войной. К октябрю в результате внутреннего конфликта около 365 000 иракцев стали беженцами. Ежемесячно в результате насилия погибало более 1000 граждан страны.
20 мая Ирак получил первое постоянное национальное правительство с момента свержения власти Хусейна. Премьер-министром страны стал Нури Малики. 7 июня силы международной коалиции добились крупного успеха в борьбе с террористами: в результате авиаудара погиб Абу Мусаб аз-Заркави, лидер организации «Аль-Каида в Ираке», взявшей на себя ответственность за множество громких терактов. Рост иракских сил безопасности сделал возможным передачу им британским контингентом контроля над провинцией Мутанна в июле. Это был первый случай, когда новая иракская армия взяла на себя обеспечение безопасности целой провинции.

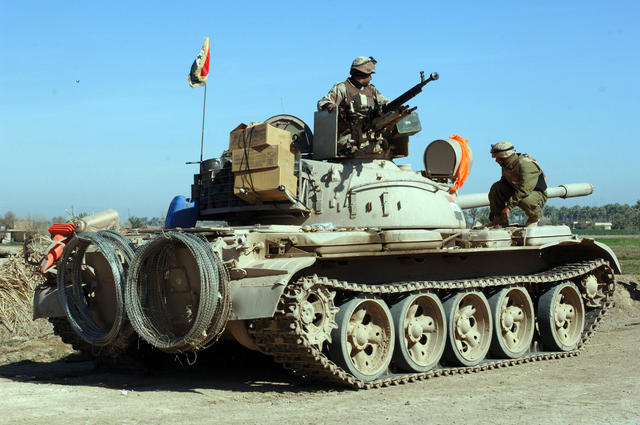
Иракский танк Т-55 охраняет улицы в Юсуфии, март 2006

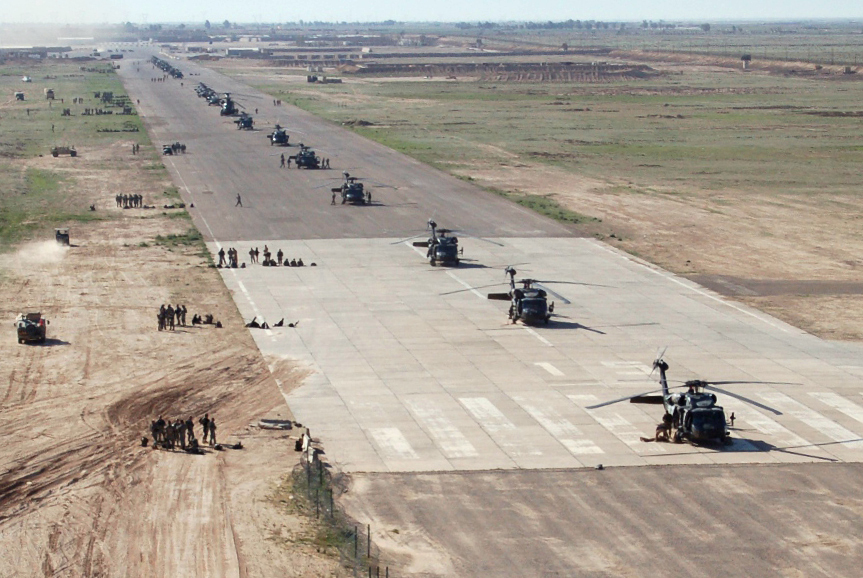
Транспортные вертолёты готовятся к переброске десанта во время крупной операции, март 2006 года

Однако прогресс в деле возвращения Ираку суверенитета оставался достаточно скромным, в первую очередь из-за продолжающегося конфликта между вооружёнными группировками в стране. Начавшаяся в июне американо-иракская операция в Багдаде «Вместе вперёд» (Together Forward) завершилась в октябре, и по оценке американского военного командования в целом не оправдала возложенных на неё надежд: уровень насилия в столице оставался высоким, а появление на улицах дополнительных американских подразделений, прибывших из других районов страны, лишь увеличило потери сил США от снайперов и самодельных взрывных устройств. 23 ноября, уже после завершения операции, в Багдаде произошла серия терактов, в результате которых погибло около 200 человек. Иракская война пользовалась всё меньшей популярностью в Америке. Значительный резонанс получила обнародованная весной информация об убийстве американскими морскими пехотинцами 24 мирных иракцев в городе Хадита (ноябрь 2005 года). В это же время появились сообщения и о других случаях убийства американскими военнослужащими мирных иракцев. Переброска многих подразделений из провинции Аль-Анбар в Багдад привела к ухудшению ситуации в Аль-Анбаре. В сентябре в американской прессе появились сообщения о секретном докладе начальника разведки морской пехоты в Ираке, в котором, по оценке некоторых военных, говорилось о фактической потере этой провинции. Положение в ней не контролировалось ни иракским правительством, ни коалиционными силами. В октябре суннитская подпольная организация «Совет моджахедов шуры» провозгласила создание так называемого Исламского государства Ирак. В том же месяце Джордж Буш впервые с начала военной кампании допустил сравнение ситуации в Ираке с Вьетнамской войной, а именно — с Тетским наступлением. Растущая критика действий администрации Буша в Ираке привела к тому, что на выборах в Конгресс 7 ноября республиканская партия утратила большинство в обеих палатах. Под сильным давлением со стороны политических и военных кругов Буш был вынужден отправить в отставку министра обороны Дональда Рамсфельда, считавшегося одним из главных архитекторов политики в отношении Ирака. Новым министром обороны стал Роберт Гейтс.

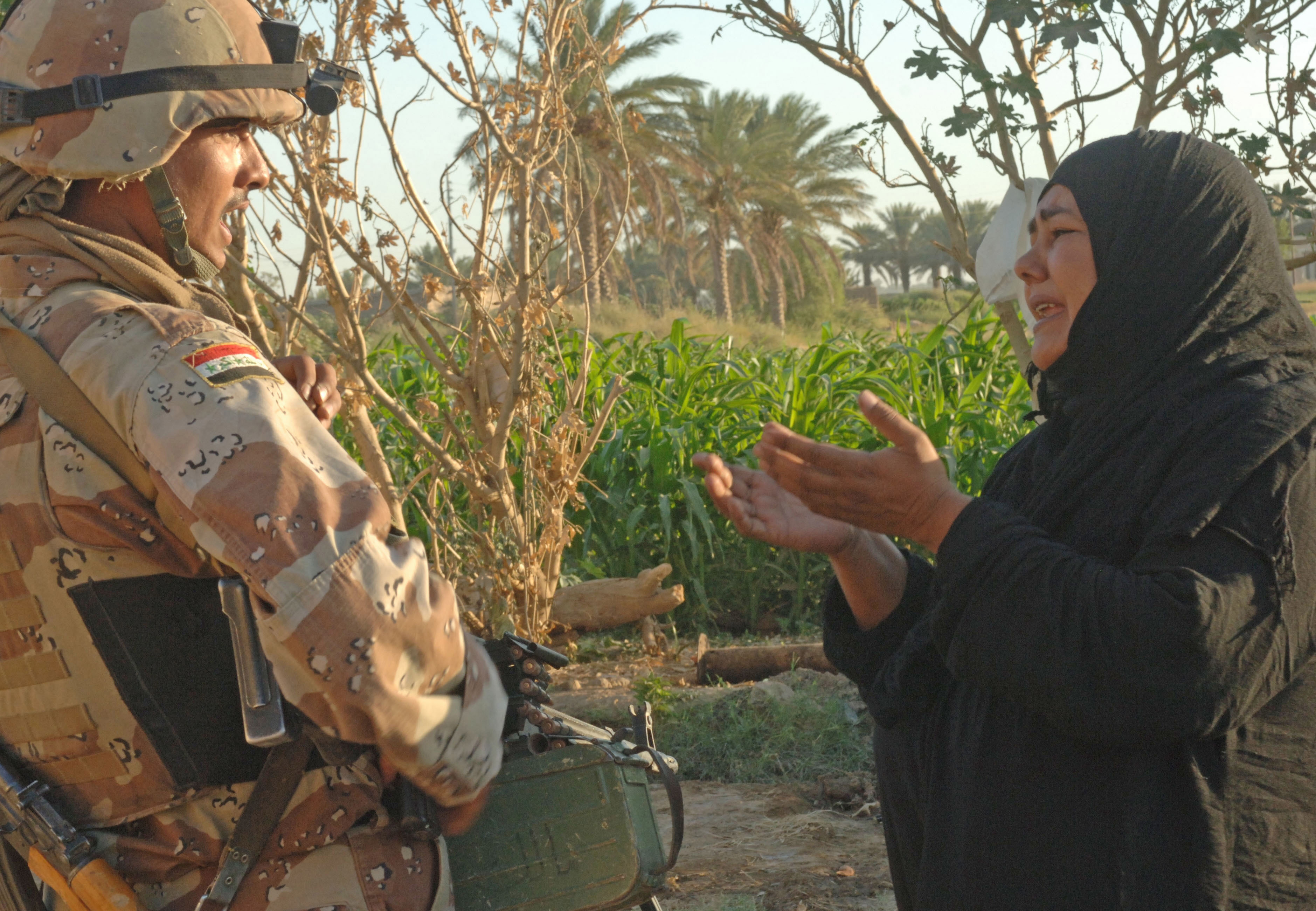
Женщина просит солдата новой иракской армии освободить родственника, задержанного по подозрению в причастности к боевикам. 4 сентября 2006 года

6 декабря был опубликован доклад Группы изучения Ирака (Iraq Study Group; также известна как комиссия Бейкера-Гамильтона), созданной Конгрессом в марте для оценки текущего положения дел в Ираке и формулирования рекомендаций для администрации. В докладе отмечалось, что ситуация в стране продолжает ухудшаться, а американские вооружённые силы оказались привлечены к выполнению миссии, конца которой не видно. Было предложено 79 рекомендаций, в том числе начало постепенного вывода американских войск и переговоры с Ираном и Сирией — странами, оказывающими значительное влияние на внутреннюю ситуацию в Ираке. В целом к концу 2006 года администрация США стояла перед очевидной необходимостью кардинальных изменений в своей иракской политике.
Последним важным событием 2006 года в Ираке стала казнь бывшего президента страны Саддама Хусейна. Суд над Хусейном начался в октябре 2005 года; рассматривалась его ответственность за массовое убийство шиитов в деревне Аль-Дуджейль в 1982 году. Позднее проходил отдельный суд по делу о кампании аль-Анфаль против курдов. В ноябре 2006 года Хусейн был приговорён к смертной казни и 30 декабря повешен. На суде не рассматривались многие другие обвинения, в частности, вопросы об ответственности Хусейна за агрессию против Ирана и оккупацию Кувейта.
К концу 2006 года из Ирака назад в США на ремонт были отправлены: более 530 танков M1 «Абрамс», 700 БМП «Брэдли», 160 БТР M113, 220 БРЭМ M88, 450 грузовиков и более 1000 «Хаммеров»

### 2007: «Большая волна»

Американские солдаты из роты «Чарли» 5-го батальона 20-го пехотного полка 2-й пехотной дивизии США в районе Аль-Рашид, Багдад. 7 марта 2007 года

10 января 2007 года Джордж Буш обнародовал новую стратегию США в Ираке, получившую неофициальное название «Новый путь вперёд» (The New Way Forward), но более известную как «Большая волна» (Surge). В своём выступлении перед нацией он признал, что ранее допустил ошибки в иракском вопросе, а также отметил, что основными причинами предыдущих провалов стали нехватка войск и недостаточная свобода действий американского командования. Новая стратегия предусматривала отправку в Ирак дополнительно 21 500 военнослужащих и усиление мер по охране границы. До этого времени в Ирак периодически направлялись дополнительные войска, как правило, на время национальных выборов или в связи с очередным обострением ситуации. Разница заключалась в том, что теперь усиление контингента должно было продлиться достаточно долгий срок. Кроме того, если раньше американские войска покидали очищенные от боевиков районы, то план «большой волны» предусматривал, что они будут оставаться в них для продолжительного поддержания безопасности. Джордж Буш подчеркнул: «Нас ждёт тяжёлый и кровавый год, который принесёт новые жертвы, как среди иракского населения, так и среди наших военнослужащих».
Новая стратегия администрации США была воспринята достаточно неоднозначно. Так, сенатор-республиканец Чак Хагель назвал её «самым опасным внешнеполитическим просчётом этой страны со времён Вьетнама». Иракские повстанцы отреагировали на план «большой волны», объявив о начале операции «Достоинство», целью которой, по утверждению лидера группировки «Совет моджахедов шуры» Абу-Абдаллы аль-Багдади, было заставить Джорджа Буша признать поражение Америки в войне и подписать акт о капитуляции. В 2007 году группой конгрессменов-демократов был разработан план по выводу американских войск из Ирака, получивший 48 голосов поддержки при необходимых 60, и в итоге отклонённый.
Основные усилия «большой волны» были сосредоточены на подавлении межконфессионального конфликта в Багдаде, где продолжались массовые похищения и убийства суннитов и шиитов. Об остроте ситуации свидетельствует сделанный в конце 2006 года призыв пресс-секретаря Исламского государства Ирак к суннитам усилить борьбу с шиитами, которые, по его утверждению, сделали больше зла, чем «крестоносцы» (то есть силы международной коалиции). Именно в иракскую столицу прибыла основная часть подкреплений в рамках новой стратегии. Американо-иракская операция в Багдаде получила название «Закон и порядок» (Law and Order) и продолжалась на протяжении почти всего года — с февраля по ноябрь. К началу операции силы США контролировали лишь около 20 % города. Выполняя свои угрозы, боевики значительно активизировали свои действия. Ещё в конце января и начале февраля им удалось сбить несколько американских вертолётов, как военных, так и принадлежавших частным охранным компаниям. В марте во время визита в Ирак нового Генерального Секретаря ООН Пан Ги Муна недалеко от здания, где он выступал, взорвалась артиллерийская мина. Резонансный теракт произошёл 12 апреля, когда была взорвана бомба в кафетерии иракского Национального собрания (погиб 1 человек), что поставило под сомнение способность иракских и американских сил обеспечить безопасность даже «зелёной зоны» — самого охраняемого района Багдада, где расположены все министерства и ведомства страны. Миномётные и ракетные обстрелы «зелёной зоны», происходившие и ранее, весной 2007 года стали настолько регулярными, что дипломатам находящегося здесь же посольства США было предписано надевать каски и бронежилеты, покидая помещение. Основная часть запланированных подкреплений прибыла в Багдад к началу июня; к концу месяца под контролем американских войск находилось около 50 % города.

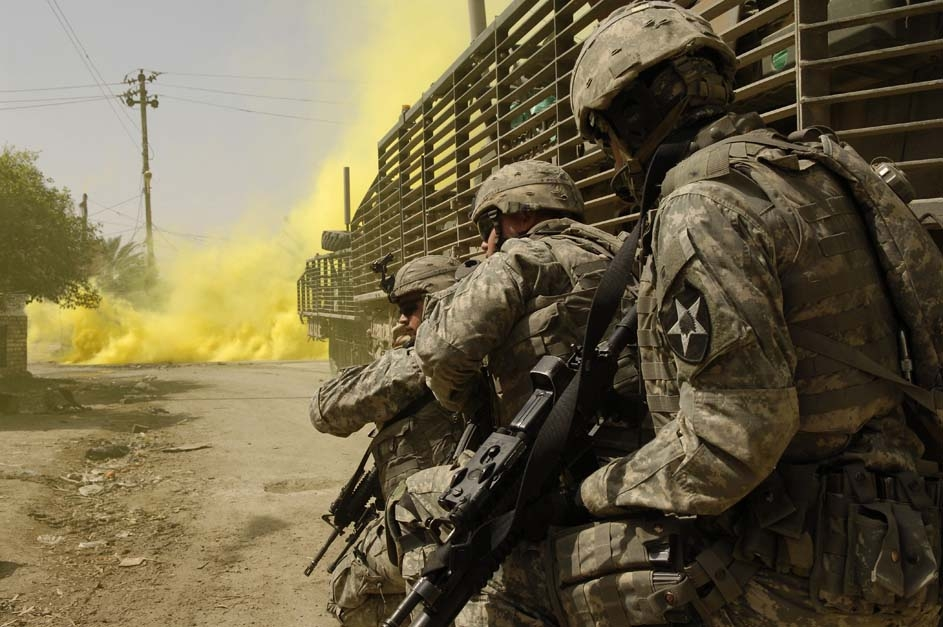
Бойцы укрываются за бронетранспортёром «Страйкер» в ходе боя. Дияла, 19 марта 2007 года

Одновременно с операцией в Багдаде велась затяжная кампания в провинции Дияла к северо-востоку от иракской столицы. После неудачи операции «Вместе вперёд» иракские повстанцы из Багдада и провинции Аль-Анбар начали проникать в Диялу и практически установили контроль над провинциальным центром Баакубой. Их успехи вынудили американское командование в марте перебросить в провинцию дополнительный батальон, несмотря на концентрацию усилий на действиях в Багдаде. В результате операции «Пронзающий наконечник» (Arrowhead Ripper), проходившей в июне — августе с участием 10 тыс. военнослужащих, силы США в целом восстановили контроль над Баакубой. Боевые действия в Дияле проходили с большими потерями для обеих сторон. К середине осени улучшение обстановки в провинции позволило начать вывод действовавшей здесь бригады 1-й кавалерийской дивизии — первой американской части, покидающей Ирак в рамках постепенного уменьшения численности сил после «большой волны».
Другой метод снижения уровня насилия был реализован в беспокойной провинции Аль-Анбар. Здесь американское командование заключило договор с местными старейшинами о сотрудничестве в борьбе с «Аль-Каидой». США выплачивают каждому «милиционеру» (фактически, бывшим повстанцам) денежное вознаграждение в размере 300 долларов в месяц, но оружие они, согласно договорённости, должны где-то достать сами. Предполагается, что в преддверии президентских выборов в США, американцы заключили с основными повстанческими организациями Ирака негласное соглашение о прекращении огня, согласившись передать им реальную власть в некоторых регионах Ирака.
Такая практика вызвала большое неудовольствие среди иракцев-шиитов, а также в правительстве Нури Малики, также состоящем преимущественно из шиитов.
Несмотря на это, успех анбарского эксперимента заставил американское командование попытаться расширить его и на другие провинции. По словам генерала Рика Линча, рядовые сунниты следующим образом характеризовали своё отношение к происходящему: «Мы ненавидим вас [американцев], потому что вы оккупанты, но „Аль-Каиду“ мы ненавидим ещё сильнее, а персов [иракских шиитов] — сильнее „Аль-Каиды“».
Согласно проведённому в феврале-марте 2007 года опросу населения Ирака, организованного ABC News, 51 % населения страны (против 17 % в начале 2004 г.) поддерживает атаки повстанцев на войска США (violence against U.S. forces is acceptable).

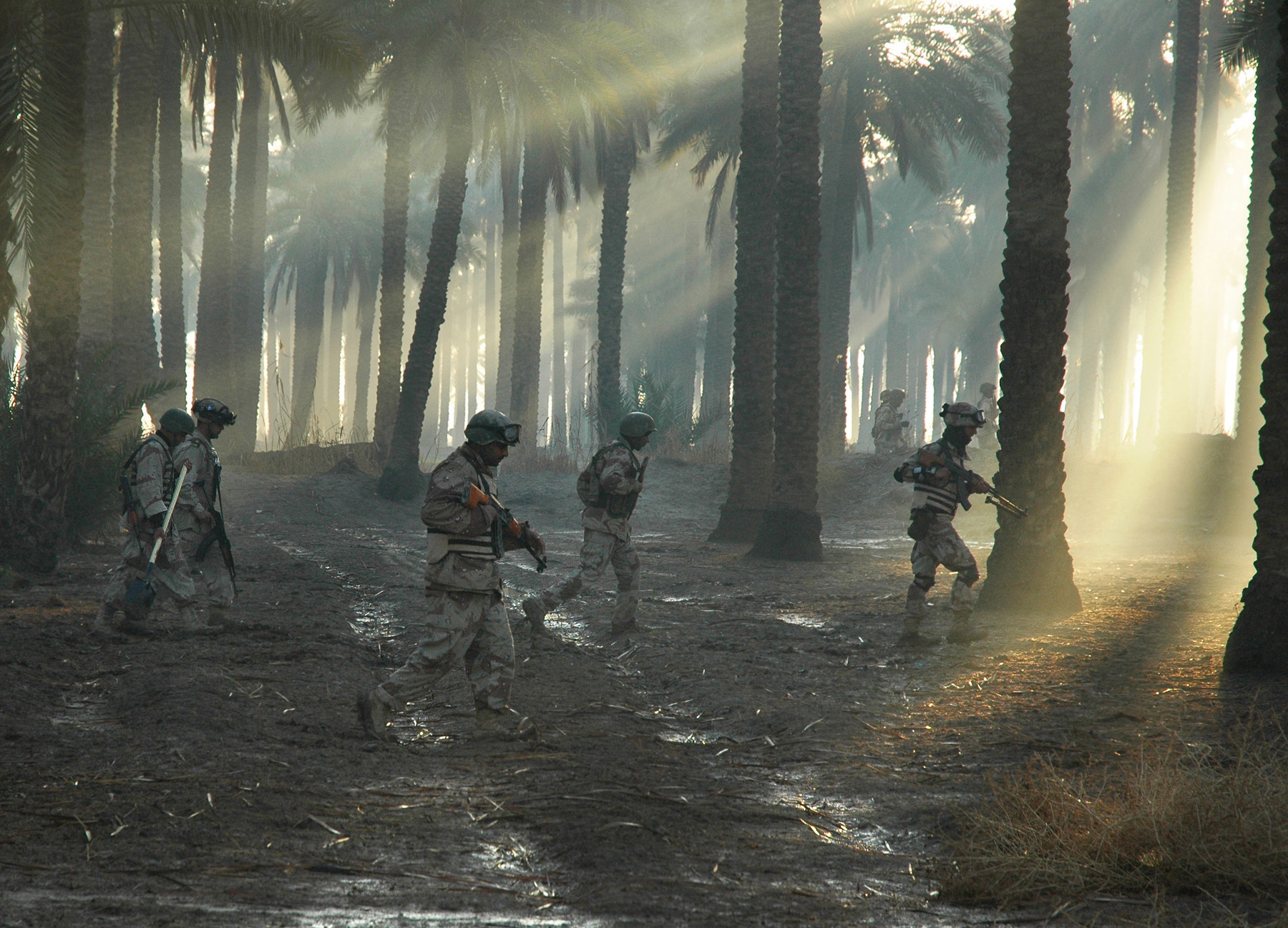
Иракские солдаты патрулируют местность недалеко от Багдада. Февраль 2007

Сообщения об эффективности «большой волны» были противоречивыми. По данным иракской полиции, к середине апреля за два месяца, прошедшие с начала операции, в Багдаде погибли 1586 мирных жителей, по сравнению с 2871 погибшими за аналогичный двухмесячный период в декабре — феврале. На 80 % снизилось количество похищений, а убийств — на 90 %. Такие результаты были достигнуты ценой увеличения потерь американских войск (на 21 % по всему Ираку за двухмесячный период). Кроме того, за пределами Багдада число жертв терактов лишь увеличилось: с 1009 за два месяца перед операцией до 1504 за два месяца её проведения. Таким образом, безопасность в Багдаде была улучшена за счёт других районов страны.
Проведённый телекомпаниями ABC, BBC и NHK в августе опрос показал, что около 70 % иракцев отмечают ухудшение ситуации в стране с момента начала «большой волны». Но статистика свидетельствует, что к концу года сокращение смертности произошло в пределах всего Ирака. По оценкам сайта iCasualties.org, если с января по август ежемесячно погибали от 1300 до 1900 иракцев (за исключением пика в феврале—марте, когда за два месяца погибло 6000 человек), то в сентябре-октябре число погибших ни разу не превысило 1000 человек. В ноябре американское командование сообщало о том, что багдадские пригороды почти полностью очищены от боевиков «Аль-Каиды», а число терактов в столице с июня снизилось на 80 %. Наиболее неожиданным стало снижение уровня насилия в провинции Аль-Анбар, чему, вероятно, способствовало главным образом сотрудничество сил США с местными племенами, не прекратившееся и после убийства шейха, возглавлявшего противостоящее «Аль-Каиде» объединение племён. На протяжении значительной части войны потери сил США в этой провинции были бо́льшими, чем в любой другой провинции Ирака, а во второй половине 2006 года некоторые военные называли её потерянной. Судя по статистическим данным, к концу 2007 года боевые действия в Аль-Анбаре практически не велись. В конце ноября сообщалось, что за месяц от действий противника здесь не погиб ни один американский солдат. Еженедельное число атак на коалиционные войска и других «серьёзных инцидентов» снизилось с более чем 200 в феврале до 3 в последнюю неделю декабря. Уменьшение американских потерь наблюдалось и в других районах. Хотя 2007 год стал рекордным по числу погибших американских военнослужащих с начала войны (901 человек), к концу года потери заметно уменьшились и составили 98 человек за три последних месяца, в то время как в первой половине года ежемесячно погибало от 80 до 120 человек. Конгрессмен-демократ Джон Мурта, известный своей критикой политики США в Ираке, в конце года заявил: «Я думаю, что „большая волна“ работает».
По оценке американского посла в Ираке Райана Крокера, свою роль в снижении уровня насилия в Ираке сыграл Иран; именно под его влиянием шиитская «Армия Махди» в августе объявила о прекращении огня сроком на полгода.

### «Сопутствующее убийство» (англ. Collateral Murder)
В апреле 2010 года сайтом WikiLeaks была опубликована 39-минутная видеозапись расстрела иракцев двумя вертолетами армии США, вызвавшая большой общественный резонанс. (см. статьи Багдадский авиаудар 12 июля 2007 года и Военные преступления США).

### 2008: «Армия Махди» и «Аль-Каида»

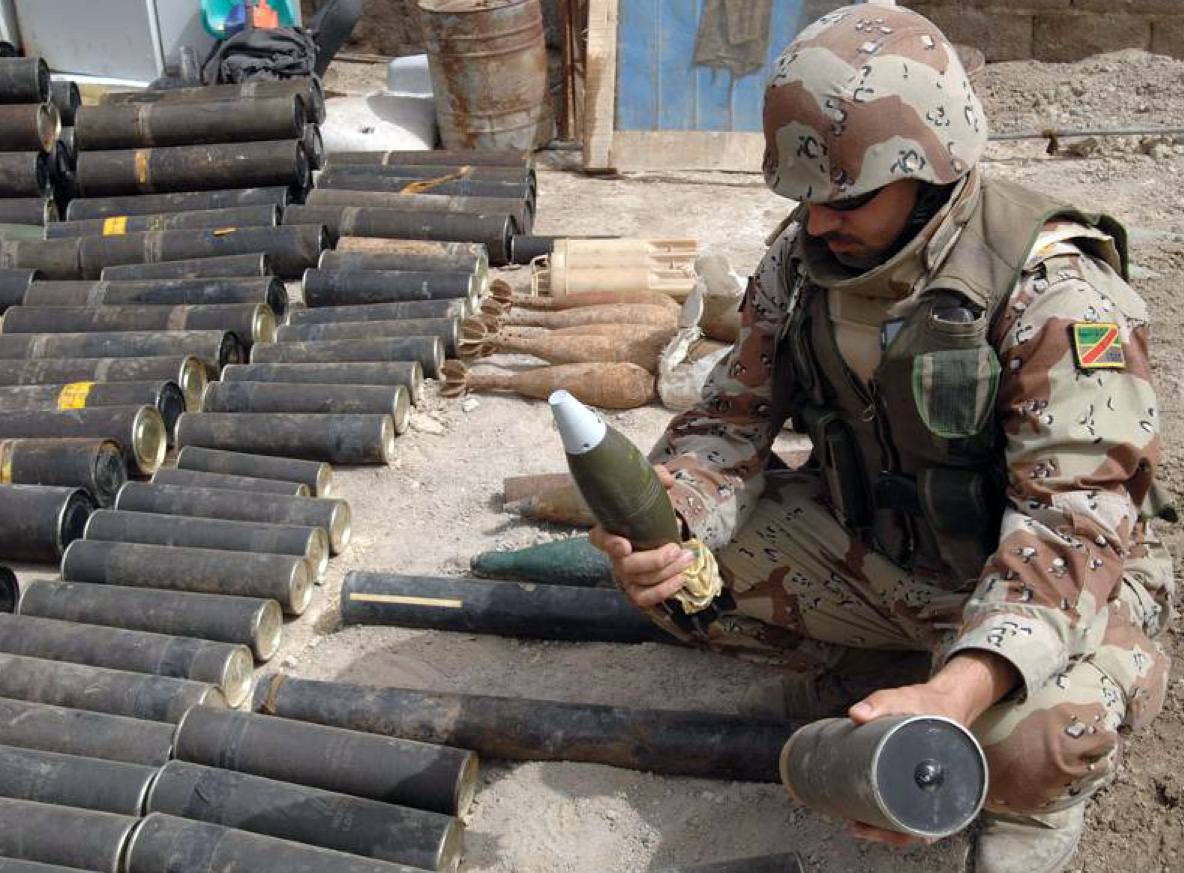
Иракский солдат осматривает артиллерийские мины, конфискованные во время операции «Атака рыцарей». 21 апреля 2008 года

Наметившееся улучшение обстановки в сфере безопасности в Ираке едва не было сорвано весной 2008 года. Причиной тому стали трения между иракским правительством и муллой Муктадой ас-Садром. После военного поражения «Армии Махди» в боях 2004 года ас-Садр был вынужден перейти к политическим методам отстаивания своих взглядов. В 2007 году Армия Махди объявила об отказе от ведения вооружённой борьбы сроком на полгода, и в феврале 2008 года продлила прекращение огня. Однако вскоре после этого правительство аль-Малики выступило с инициативой проведения крупной армейской операции в Басре. Ранее город контролировали британские войска, в декабре 2007 года передавшие ответственность за ситуацию в Басре иракским силам безопасности, однако здесь было традиционно сильным влияние Армии Махди, и позиции иракской армии и полиции после ухода британцев оказались весьма шаткими. Командующий сухопутными войсками Ирака генерал-лейтенант Али Гайдан провозгласил, что цель операции в Басре — «очистить город от тех, кто поставил себя вне закона». По мнению аналитиков, основной целью иракского правительства было восстановить контроль над экспортом нефти, проходящим через Басру (крупнейший порт страны). Ас-Садр заявлял, что чиновники правящей коалиции наживаются за счёт махинаций с экспортом; впрочем, и сама «Армия Махди» была замешана в контрабанде нефти.
Операция в Басре, носившая название «Атака рыцарей», началась 25 марта. Она проводилась под личным контролем премьер-министра Нури аль-Малики и была практически полностью иракским мероприятием, хотя коалиционные войска оказали артиллерийскую и авиационную поддержку, когда в этом возникла необходимость. Войдя в город, подразделения правительственных войск сразу же столкнулись с активным сопротивлением боевиков Армии Махди. Активные боевые действия продолжались почти неделю. Хотя правительственным силам не удалось достичь значительных успехов, 30 марта ас-Садр объявил о перемирии, приказав своим боевикам покинуть улицы Басры и других городов Ирака. По данным медицинских источников, в боях погибло около 290 человек. Но прекращение огня вступило в силу только в Басре. Сразу после начала операции правительственных войск боевики Армии Махди активизировали действия в других городах страны, что вынудило иракское правительство с 27 марта ввести в Багдаде комендантский час. Вооружённые стычки между шиитскими боевиками, иракскими и американскими силами в шиитском квартале Багдада Садр-Сити и ряде городов к югу от столицы продолжались в течение всего апреля. Лишь 10—12 мая между представителями правительства и ас-Садра было заключено новое соглашение о перемирии. Согласно его условиям, иракские силы безопасности прекратили блокаду Садр-Сити и получили право на доступ в этот квартал, задержание там подозреваемых лиц и изъятие незаконно хранящегося оружия. Сообщалось, что за время боёв вокруг этого квартала погибло свыше 1000 человек.

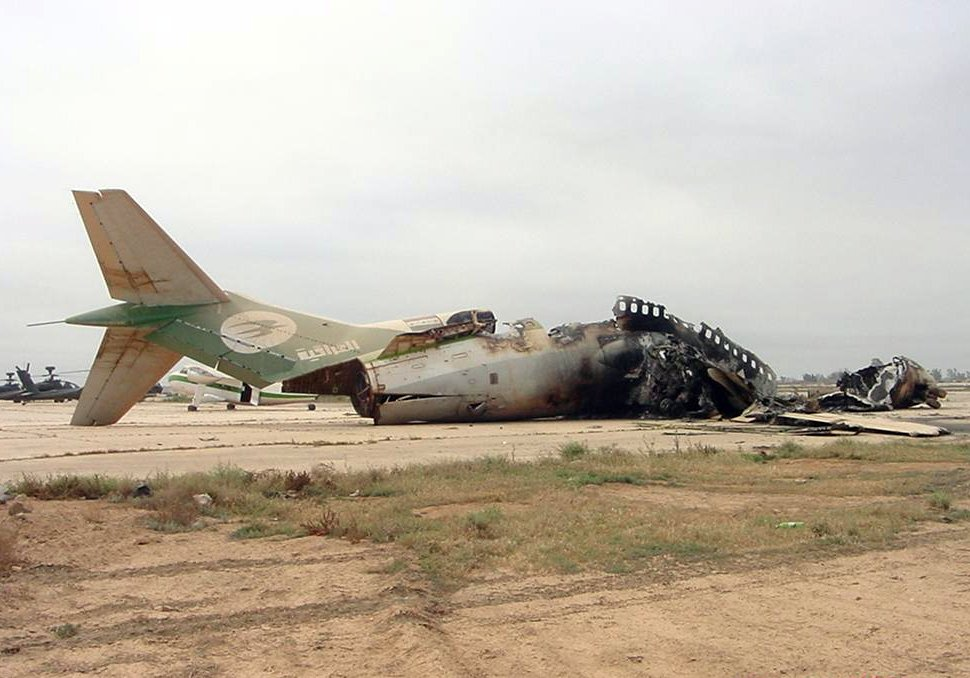
Иракский гражданский «Боинг», уничтоженный американскими войсками

Прекращение боёв в Басре и Багдаде позволило иракским силам безопасности сконцентрировать своё внимание на Мосуле, который считался последним оплотом ячейки «Аль-Каиды» в Ираке. В мае там была проведена крупная операция, в ходе которой полиция и армия задержали множество подозреваемых, обнаружили большое количество тайников с оружием и взрывчатыми веществами, создали серию контрольно-пропускных пунктов. Было объявлено об успехе операции, в течение которой уровень насилия в городе упал на 85 %. Позднее операции против «Аль-Каиды» проводились и в других районах страны. В этот же период директор Центрального разведывательного управления Майкл Хейден заявил, что стратегическая победа над «Аль-Каидой» в Ираке «очень близка». Однако успехи правительственных сил в Мосуле, по-видимому, не носили долгосрочного характера. В сентябре британская газета «Гардиан», отмечая, что Басра стала безопаснее, чем в любой момент после 2005 года, а в Багдаде семьи впервые за три года собираются в парках вдоль реки Тигр на закате дня, назвала Мосул «самым опасным городом в самой опасной стране мира».

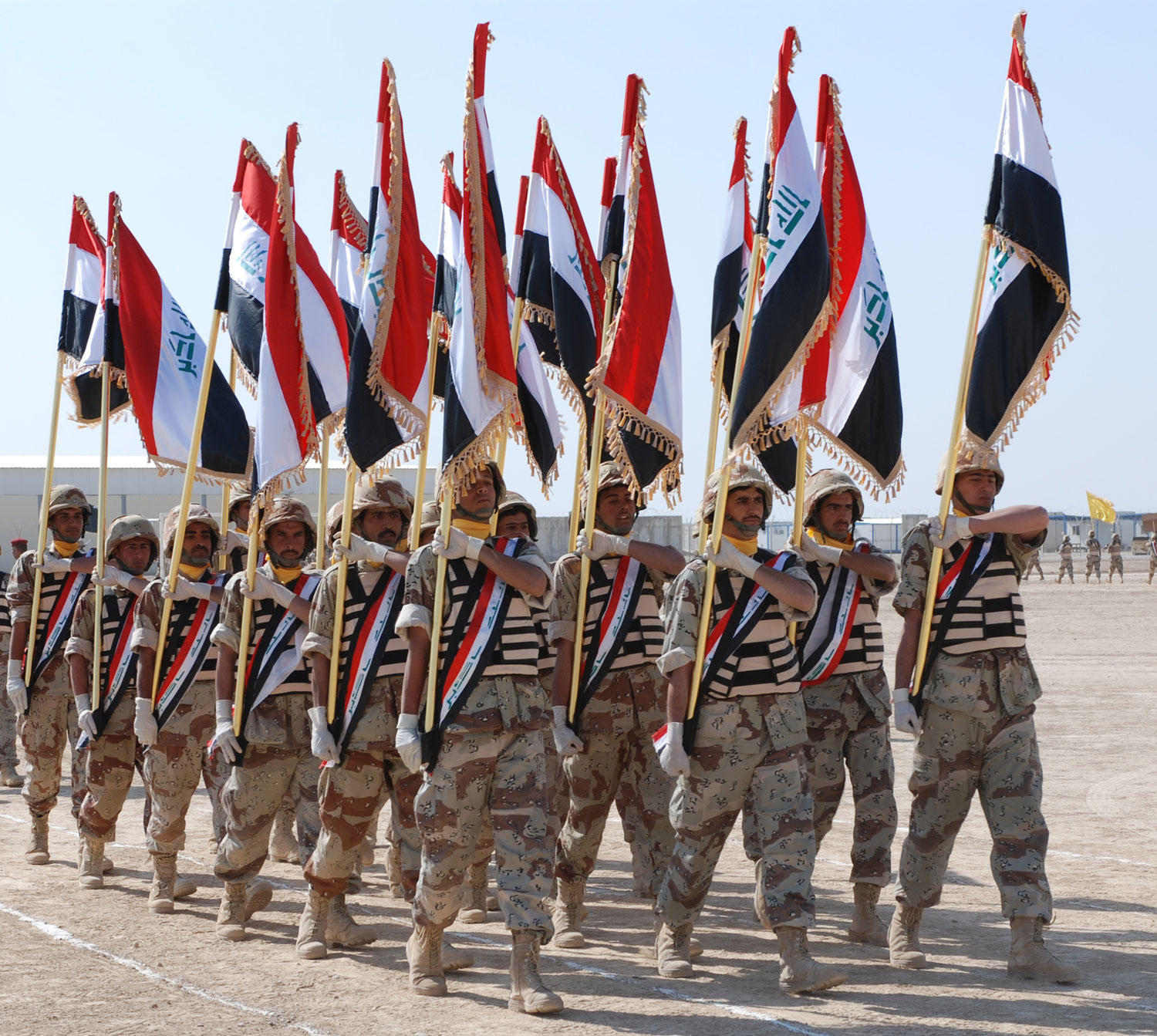
Солдаты 14-й дивизии иракской армии на церемонии, посвящённой завершению обучения в Центре боевой подготовки в Бисмайе. 13 февраля 2008 года

После весеннего кризиса активных боевых действий в Ираке до конца года более не велось. В ряде районов страны обстановка оставалась напряжённой, продолжались вылазки партизан и межконфессиональное насилие. В апреле командующий коалиционными войсками Дэвид Петреус заявил на слушаниях в Конгрессе США: «Какого-либо поворотного пункта мы ещё не прошли и пока не увидели никакого света в конце туннеля», сделав отсылку к известной фразе времён Вьетнамской войны; он также предложил на время приостановить вывод американских войск из страны. В осеннем ежеквартальном отчёте Пентагона перед Конгрессом отмечалось хрупкое и неустойчивое улучшение ситуации в сфере безопасности, констатировалось, что Ирак увяз в «межобщинной борьбе за власть и ресурсы», и было особо выделено влияние Ирана как наиболее важная угроза долгосрочной стабильности в стране. В конце года американское командование и иракское правительство высказывали предположения, что Иран предпринимает усилия по сдерживанию иракских шиитских группировок от нападений на иракские и международные войска, но при этом старается упрочнить свои политические позиции, используя для этого «некоторых иракских шиитских политиков». В целом по сравнению с предыдущими периодами ситуация в 2008 году продолжала улучшаться. Согласно данным Брукингского института, после пика в 2006—2007 годах число крупных терактов снизилось до уровня 2005 года, число новых беженцев снизилось с 90 тыс. человек в месяц в начале 2007-го до 10 тыс. в начале 2008-го, а среднее число нападений иракских повстанцев в день составило 55 в первой половине 2008-го (троекратное снижение по сравнению с первой половиной 2007-го, когда в день производилось порядка 160 нападений). Согласно оценкам сайта iCasualties.org, в конце 2008 года жертвами насилия ежемесячно становились около 300 иракцев — примерно вдвое меньше, чем годом ранее. Международные коалиционные силы понесли в 2008 году наименьшие потери с начала войны — погибло 320 военнослужащих из США и других стран.
Снижение уровня насилия в Ираке было замечено и американским общественным мнением. Как показали опросы, в феврале 2008 года 48 % респондентов полагали, что военная операция в Ираке проходит хорошо/очень хорошо (по сравнению с 30 % годом ранее), и столько же считали, что она идёт плохо (по сравнению с 67 % годом ранее).
В 2008 году продолжался процесс укрепления иракских сил безопасности и передача под их контроль районов, за которые ранее несли ответственность коалиционные силы. К октябрю под контролем международных сил в Ираке оставались только 5 из 18 провинций страны, в остальных же обеспечением безопасности занимались иракские армия и полиция. После многомесячных переговоров 17 ноября состоялась официальная церемония подписания двустороннего соглашения о статусе американских войск в Ираке. Это соглашение определяло условия нахождения войск США в Ираке после 31 декабря 2008 года, когда истекал срок действия мандата СБ ООН на пребывание коалиционных сил в стране. Соглашение предусматривало, в частности, вывод американских войск из городов и деревень к июлю 2009 года, а полный их вывод из страны — к концу 2011 года; согласование всех американских военных операций с властями страны; передачу Ираку полного контроля над его воздушным пространством; невозможность использования территории Ирака для нападения на другие страны. В связи с истечением срока действия мандата ООН в конце 2008 года Ирак покинули воинские контингенты большинства стран, участвовавших в Многонациональных силах. К 31 декабря в стране кроме американских и британских войск оставались только подразделения Австралии, Румынии, Сальвадора и Эстонии.
14 декабря во время очередного визита президента США Джорджа Буша (в последние недели его президентства) в Ираке произошёл курьёзный случай. Во время пресс-конференции в Багдаде иракский журналист кинул в Буша два своих ботинка (от которых тот увернулся), назвав это «прощальным поцелуем от иракского народа». Джордж Буш охарактеризовал инцидент как забавный и вспомнил случай, когда одна журналистка начала выкрикивать политические лозунги на пресс-конференции во время визита премьер-министра Китая в США. «Такое бывает, и это признак свободного общества», — заключил он.

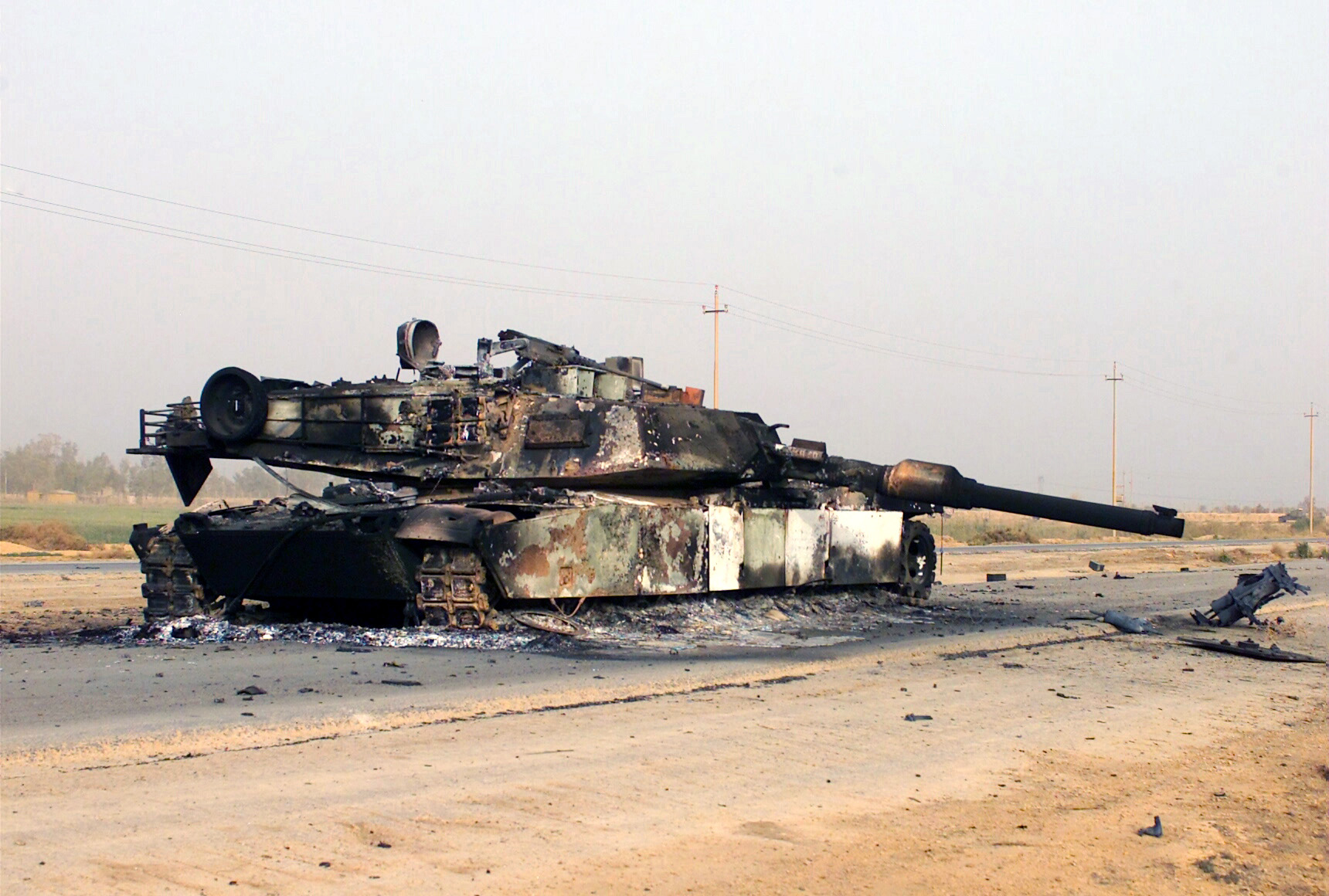
Уничтоженный американский танк М1 Абрамс

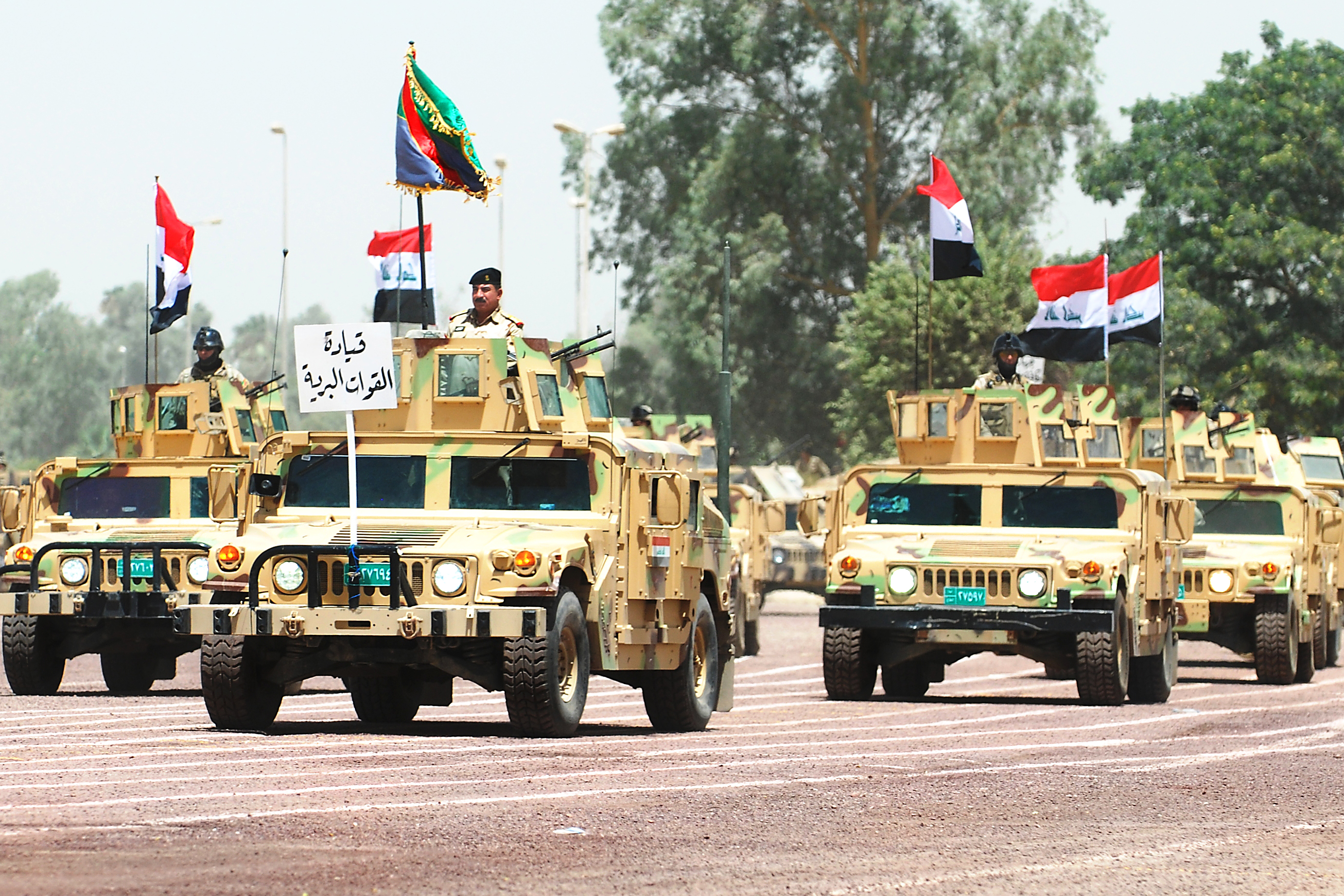
Парад иракских сил безопасности перед представителями иракского военного и гражданского руководства в Багдаде, 30 июня 2009 года

### Операция «Новый рассвет» и завершение войны
К началу августа 2010 года основной контингент американских войск был выведен из Ирака, и в стране осталось около 50 000 военнослужащих из США, для обучения и поддержки местных сил охраны правопорядка. 1 сентября 2010 года вице-президент США Джозеф Байден объявил об официальном окончании операции «Иракская свобода» и о начале новой не боевой операции американской армии под кодовым названием «Новый рассвет» во главе с генералом Ллойдом Остином. 15 декабря 2011 года США спустили флаг Вооружённых сил над Багдадом, символически завершив военную кампанию в Ираке, которая длилась почти 9 лет, передав полномочия по обеспечению безопасности местным структурам. В стране осталось только 200 военных консультантов.
Хотя последние военнослужащие коалиции были выведены в декабре 2011 года, на территории Ирака остались сотрудники частных военных и охранных компаний (по состоянию на март 2013 года — 5500 человек).
Однако иракские повстанческие группировки продолжили вооружённую борьбу против центрального иракского правительства и разгорелся конфликт между различными религиозными группами. После вывода американских войск уровень насилия вырос, группы боевиков активизировали свои действия против шиитского большинства населения с целью подрыва доверия у шиитов к правительству и его усилиям, направленным на защиту граждан собственными силами, без непосредственного американского участия.

## Участники

### Коалиционные силы

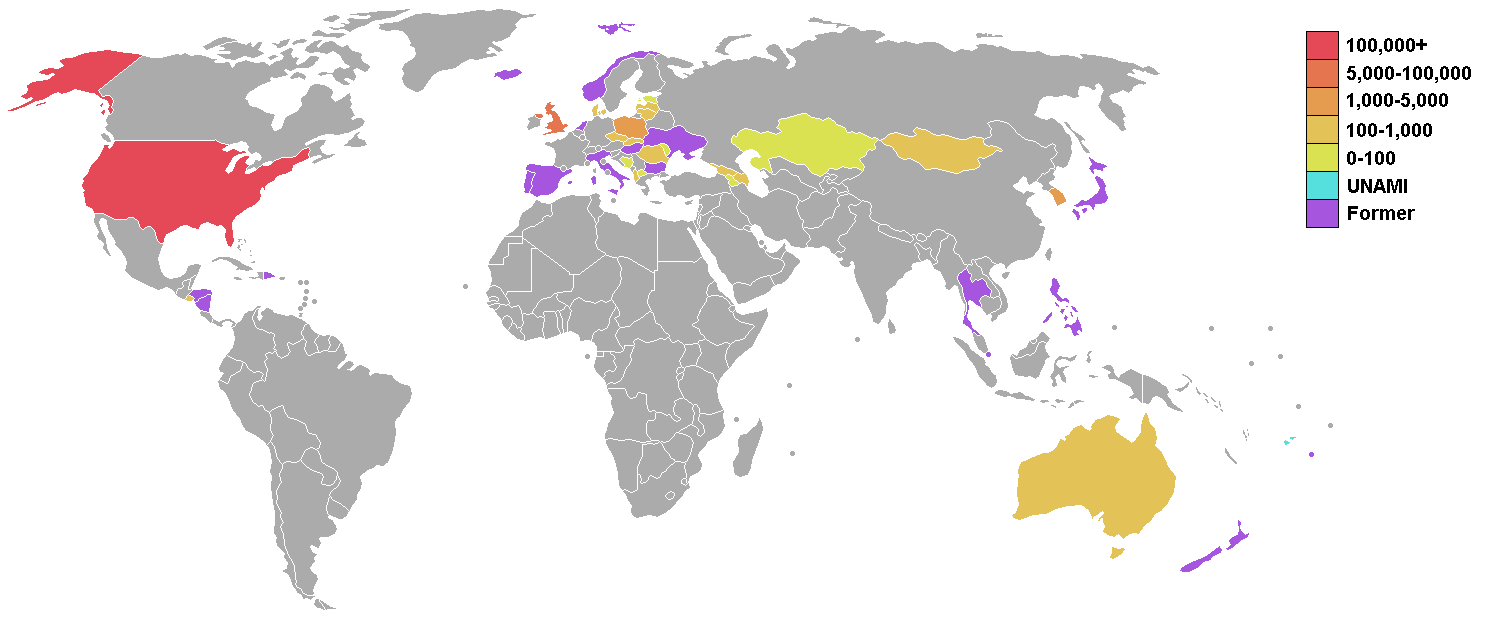
Страны, отправившие войска в Ирак (условные обозначения карты актуальны на 6 марта 2006 года)

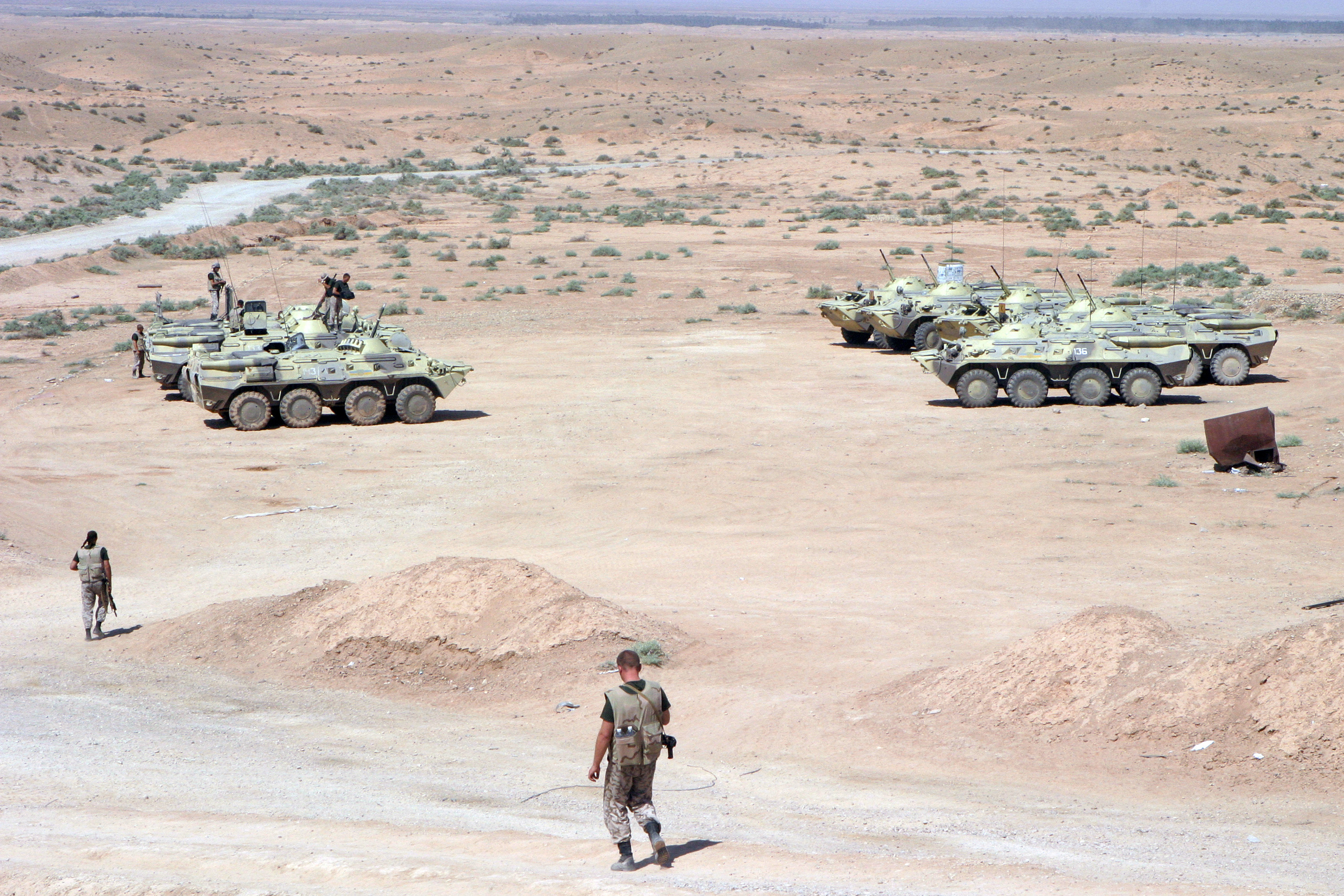
Украинские войска в Ираке (август 2003 года)

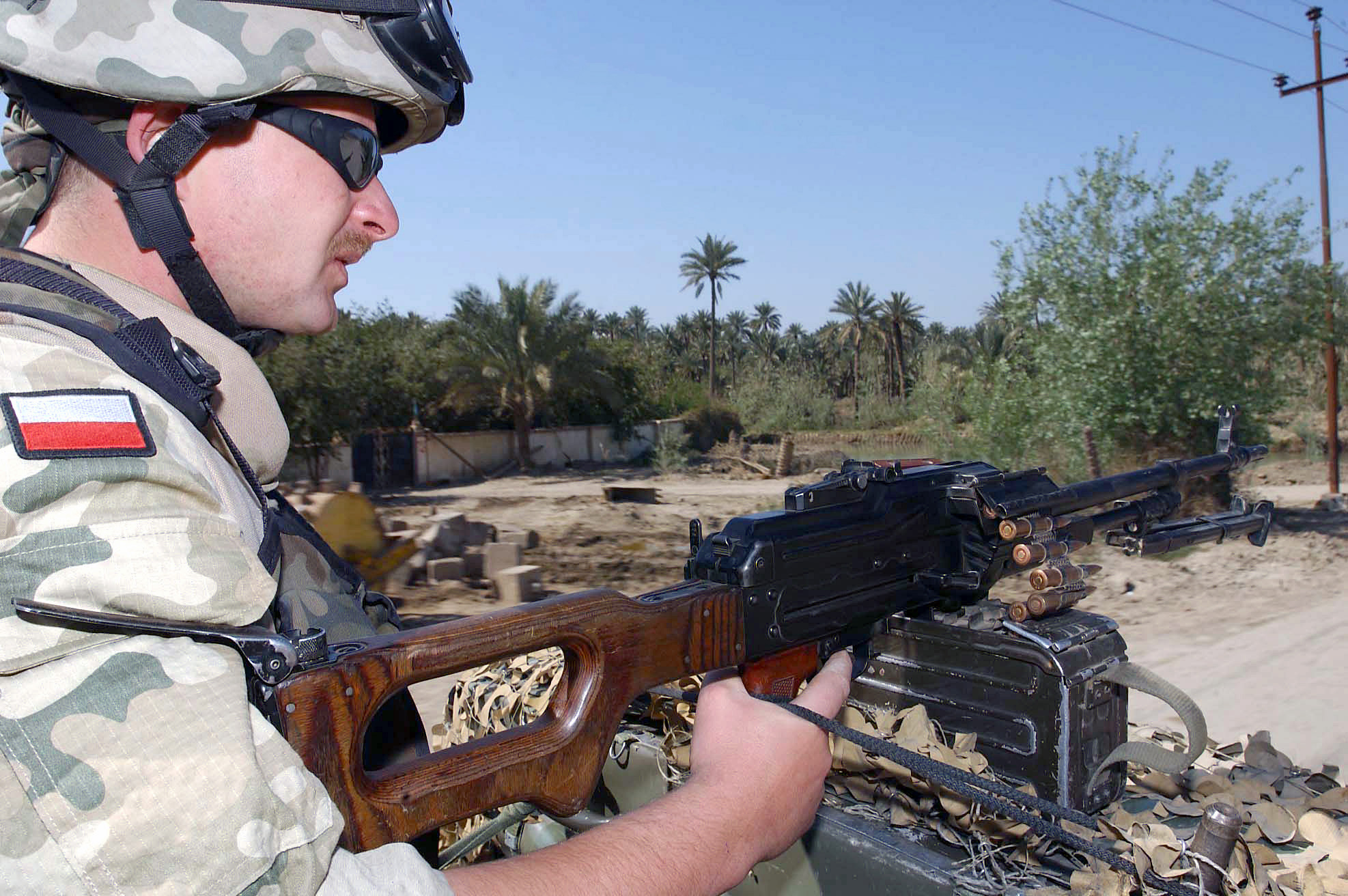
Польские войска в Ираке (март 2004 года)

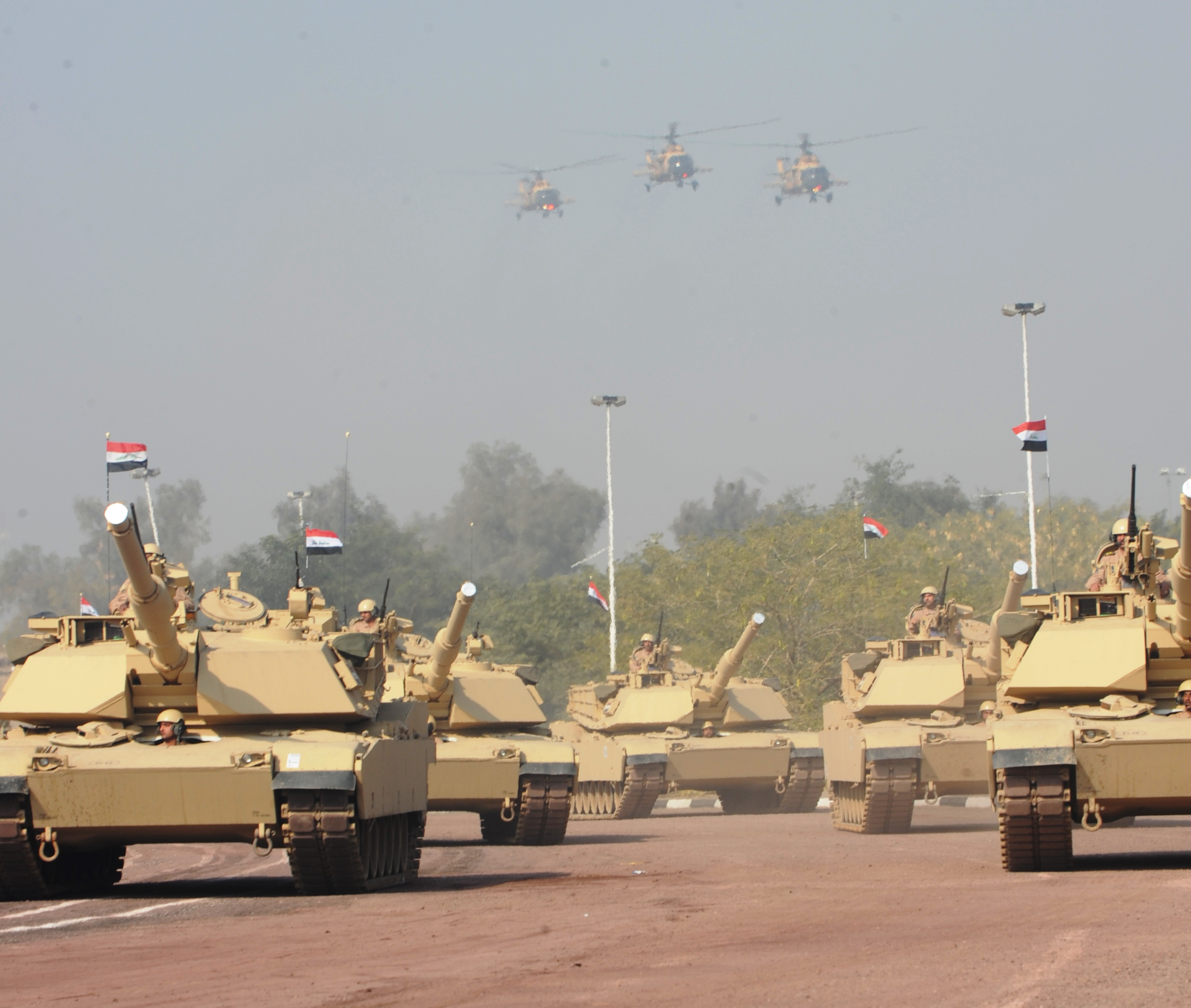
Иракские танки «Абрамс» и вертолёты Ми-17 на параде (январь 2011 года)

Пребывание иностранных войск на территории Ирака впервые было санкционировано Советом Безопасности ООН в 2004 году (резолюция 1546) и далее продлевалось в соответствии с резолюциями 1637, 1723 и 1790. Летом 2009 года Ирак покинули последние контингенты стран-союзниц США. К 1 августа на территории страны остались только американские и британские войска.
В состав международной коалиции в разное время входили следующие страны (указаны максимальная численность контингентов, время ввода и вывода войск):
- США — 250 000 (основные силы (200 000 солдат) были выведены в конце августа 2010 года по приказу президента США Барака Обамы; осталось 50 000 солдат — выведены 18 декабря 2011 года)[165][166]
- Австралия — австралийский военный контингент в Ираке (выведен в июле 2009 года)
- Азербайджан — 150 (выведены в декабре 2008 года)
- Албания — албанский военный контингент в Ираке (с апреля 2003 года по декабрь 2008 года)
- Армения — армянский военный контингент в Ираке (с января 2005 года по октябрь 2008 года)
- Болгария — Болгарский военный контингент в Ираке (с августа 2003 года по декабрь 2008 года)
- Босния и Герцеговина — 40 (с июня 2005 года по ноябрь 2008 года) [источник не указан 976 дней]
- Великобритания — британский военный контингент в Ираке (выведен в июле 2011 года)
- Венгрия — венгерский военный контингент в Ираке (с августа 2003 года по март 2005 года)
- Гондурас — 368 (с августа 2003 года по май 2004 года)
- Грузия — грузинский военный контингент в Ираке (с августа 2003 года до августа 2008 года)
- Дания — датский военный контингент в Ираке (с апреля 2003 года по декабрь 2007 года)
- Доминиканская республика — 302 (контингент выведен в мае 2004 года)
- Исландия — 2 (с мая 2003 года, выведены)
- Испания — испанский военный контингент в Ираке (с апреля 2003 года по апрель 2004 года)
- Италия — итальянский военный контингент в Ираке (с июля 2003 года по ноябрь 2006 года)
- Казахстан — 25 (с сентября 2003 года по октябрь 2008 года)
- Латвия — военный контингент Латвии в Ираке (с сентября 2003 года по ноябрь 2008 года)
- Литва — 118 (с июня 2003 года по август 2007 года)
- Македония — 37 (с июля 2003 года по ноябрь 2008 года)
- Молдова — военный контингент Молдовы в Ираке (с сентября 2003 года по декабрь 2008 года)
- Монголия — военный контингент Монголии в Ираке (с августа 2003 года по сентябрь 2008 года)
- Нидерланды — голландский военный контингент в Ираке (с июля 2003 года по март 2005 года)
- Никарагуа — 230 (с сентября 2003 года по февраль 2004 года)
- Новая Зеландия — 61 (с сентября 2003 года по сентябрь 2004 года)
- Норвегия — 179 (с июля 2003 года; основной контингент выведен в июне 2004 года, последние военнослужащие — в 2006 года)
- Польша — польский военный контингент в Ираке (с 2003 года по 28 октября 2008 года)
- Португалия — 128 (с ноября 2003 года по февраль 2005 года)
- Республика Корея — 3600 (с мая 2003 года по декабрь 2008 года)
- Румыния — румынский военный контингент в Ираке (с июля 2003 года по июль 2009 года)
- Сальвадор — военный контингент Сальвадора в Ираке (с августа 2003 года по январь 2009 года)
- Сингапур — Военный контингент Сингапура в Ираке (с декабря 2003 года по апрель 2004 года)
- Словакия — словацкий военный контингент в Ираке (с августа 2003 года по январь 2007 года)
- Таиланд — 440 (с августа 2003 года по август 2004 года)
- Тонга — 60 (с июля по декабрь 2004 года; с 2007 года по декабрь 2008 года)
- Украина — 1600 (с августа 2003 года; основной контингент выведен в декабре 2005 года, оставшаяся часть [сколько?] — в декабре 2008 года)
- Филиппины — 80 (с июля 2003 года по июль 2004 года)
- Чехия — военный контингент Чехии в Ираке (с 2003 года по декабрь 2008 года)
- Эстония — 31 (с июня 2005 года по февраль 2009 года)
- Япония — японский военный контингент в Ираке (с января 2004 года до декабря 2008 года)

По состоянию на 27 марта 2003 года в коалиции (включая небоевые операции) участвовало 49 стран. Список стран см.:
 Архивная копия от 25 января 2010 на Wayback Machine
Детали относительно стран коалиции и стран-противников иракской войны см.: Архивная копия от 17 июня 2006 на Wayback Machine
Вместе с тем в августе 2003 года Совет Безопасности ООН принял резолюцию 1500, провозглашавшую создание миссии UNAMI. С января 2004 года охрану миссии ООН в Багдаде осуществляет воинское подразделение из Фиджи. В 2005—2008 годах под флагом ООН служили также батальон из Грузии и бригада из Южной Кореи.

### Повстанческое движение

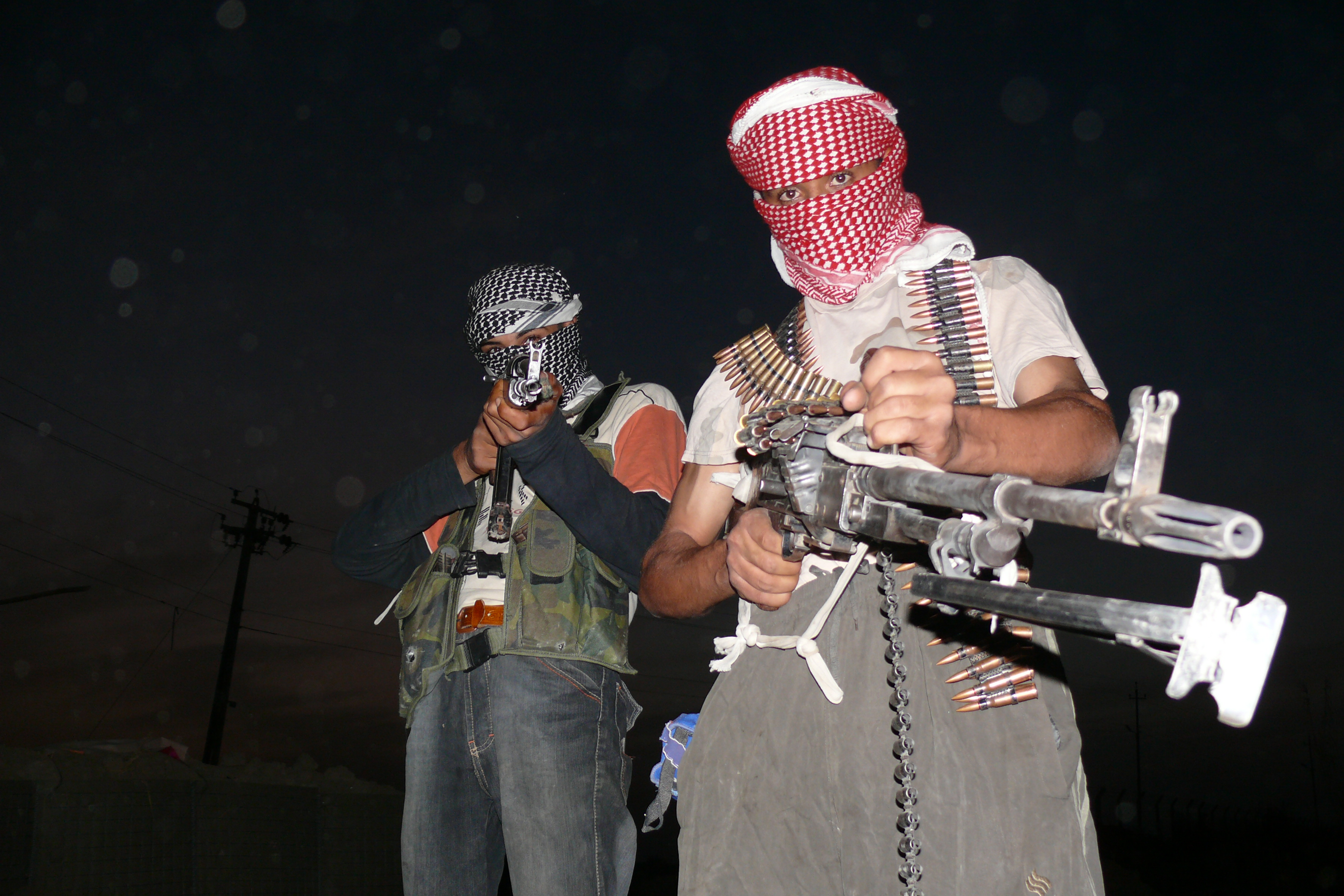
Двое вооружённых повстанцев

Вооружённые формирования, выступавшие против оккупировавших Ирак сил международной коалиции, а также против созданных при поддержке США органов гражданской администрации и правительства Ирака, были представлены различными группировками. Среди них можно было выделить баасисткое (члены Баас, Армия мужчин накшбандийского ордена, частично Исламская армия в Ираке), суннитское (Исламская армия в Ираке, Исламское государство Ирак, Ансар аль-Ислам, Джейш ат-Таифа аль-Мансура), шиитское (Армия Махди, Хезболла, Катаиб Хезболла, Асаиб Ахль аль-Хакк) сопротивления и Аль-Каиду. Движение повстанцев было разрозненным и имело ряд внутренних противоречий, особенно что касается борьбы суннитов с шиитами, а также баасистов, которые были преимущественно суннитами, со сторонниками исламской республики, где преобладали шииты. Порой конфликты перерастали в открытые вооружённые столкновения.
По некоторым данным, обучение партизан проходила в тренировочных лагерях на территории Сирии и Ирана, которые также финансировали и снабжали боевиков.
Стоит отметить, что среди бойцов оппозиции встречались иностранные добровольцы и наёмники, большей частью из Алжира, Сирии, Судана, Египта и Саудовской Аравии. Так, на 2006 год, в рядах боевиков действовали 700—2000 иностранцев, когда общая численность вооружённого сопротивления оценивалась в 15—20 тысяч человек.

## Жертвы войны

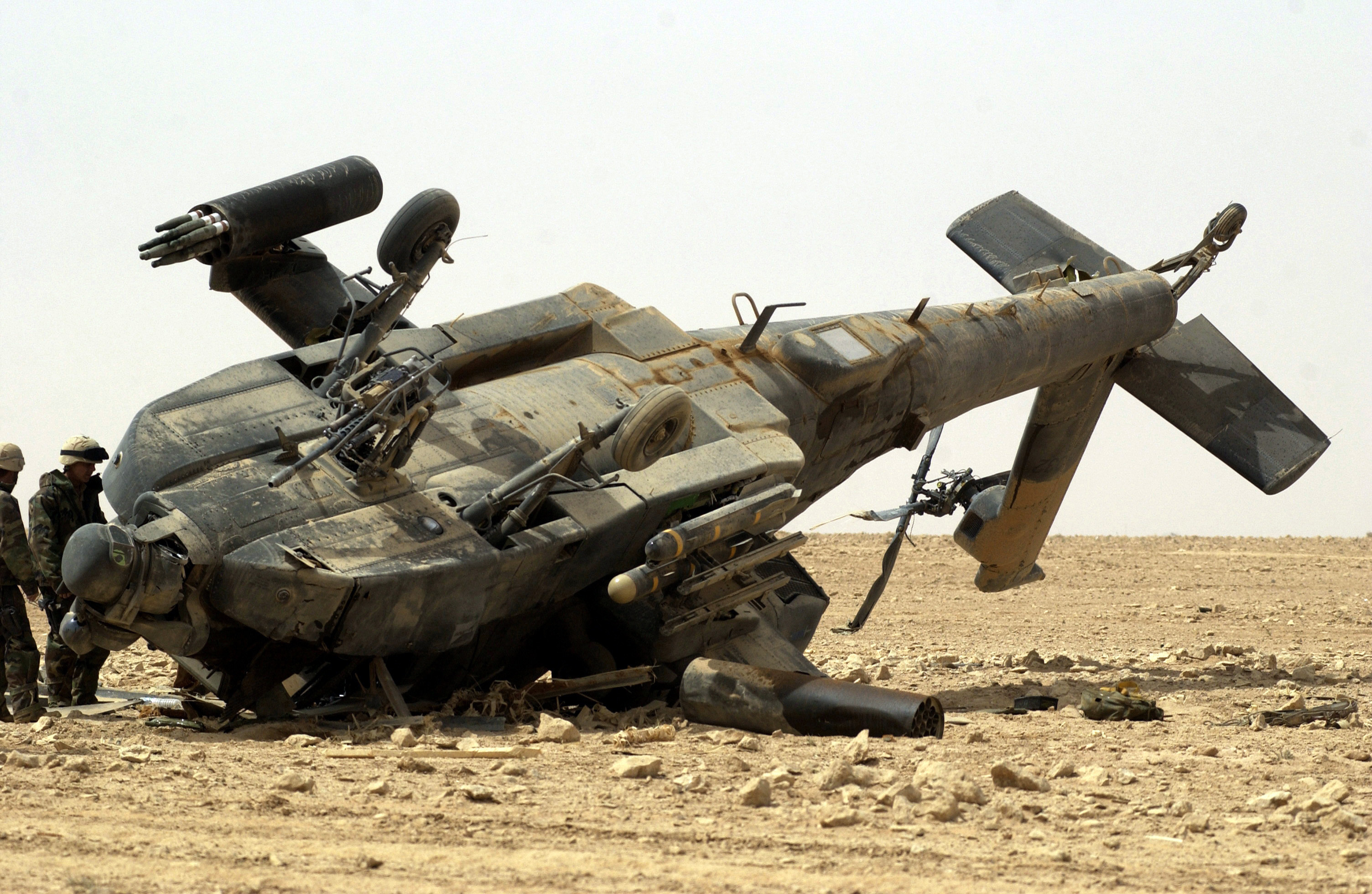
Упавший AH-64 «Апач» (позднее отремонтирован)

### Потери международной коалиции
- США: По официальным данным, потери Соединённых Штатов составили 4423 погибших и 31 941 раненых (ещё 66 военнослужащих погибли и 295 получили ранения после окончания операции «Иракская свобода»)[172]. Кроме того, боевые действия в Ираке стали причиной стресса, самоубийств и дезертирства среди военнослужащих армии США: по данным Пентагона, только в период с начала военной операции в Ираке в 2003 году до конца 2009 года из вооружённых сил США дезертировали почти 8 тыс. военнослужащих, принимавших участие в войне в Ираке[173]. КСИР Ирана заявлял, что реальные американские военные потери в 2,5 раза больше заявленных[174][неавторитетный источник].

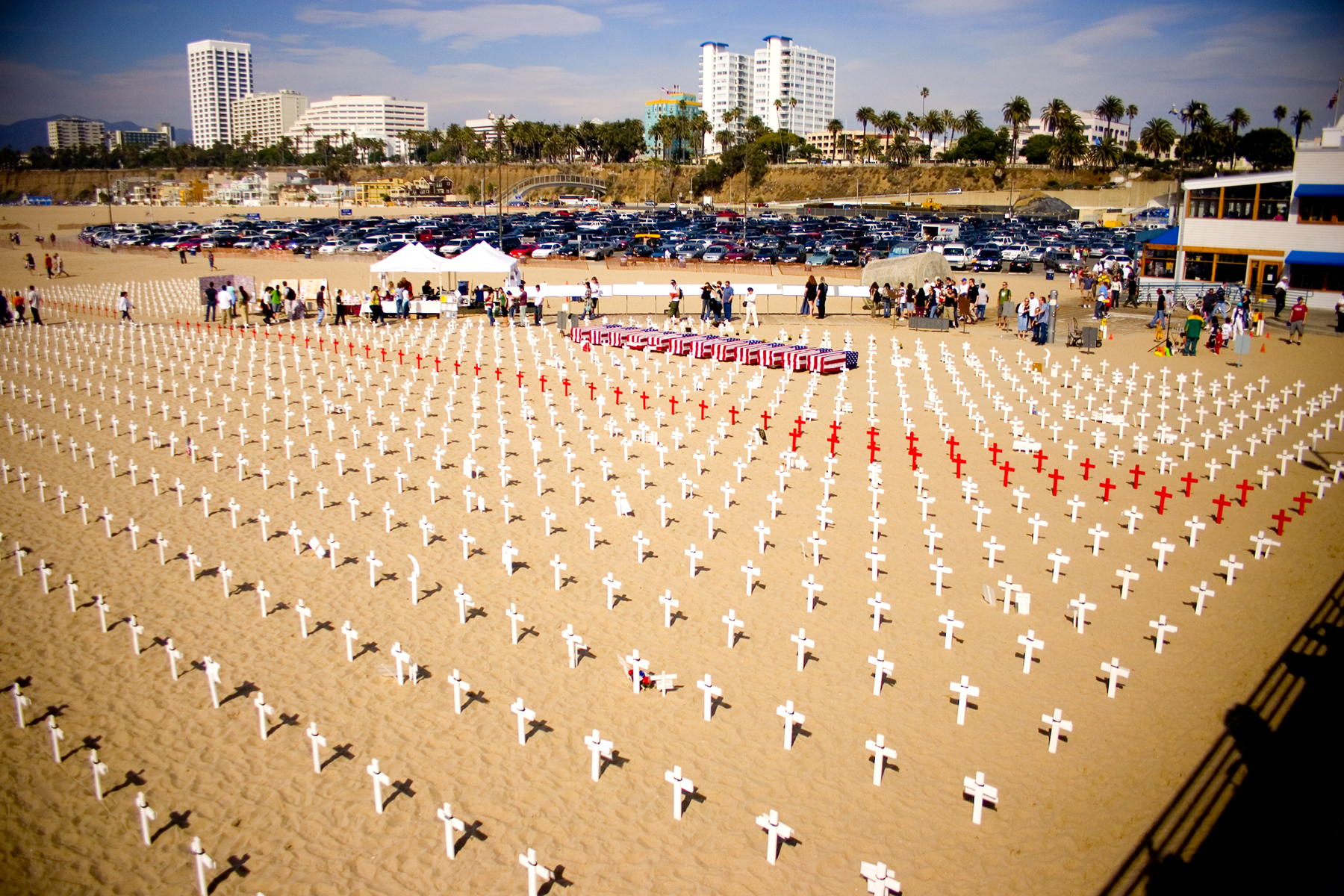
Мемориал, посвящённый памяти погибших в Ираке американцев; пляж Санта-Моника, Калифорния

- Великобритания: 179 погибших, санитарные потери в период с начала операции до 31 июля 2009 составили 3709 человек (в том числе, 537 ранеными и травмированными)[175]

По данным сайта iCasualties.org, воинские контингенты 20 других стран потеряли 138 военнослужащих погибшими.
Кроме того, в период войны были убиты несколько военнослужащих и сотрудников силовых структур стран НАТО, которые не входили в состав коалиционных войск:
- 2 бойца немецкого спецподразделения GSG-9, убитые 7 апреля 2004 во время атаки на автоколонну в районе Фалуджи, которые являлись сотрудниками подразделения охраны посольства ФРГ в Багдаде
- 4 турецких полицейских, убитые 17 декабря 2004 года в городе Мосул, которые являлись сотрудниками подразделения охраны посольства Турции в Багдаде
- 1 агент службы внешней разведки Франции (DGSE), убитый 21 ноября 2006 года в городе Басра.
- 24 военнослужащих и 3 сотрудника охранных структур Турции, убитые в ходе вторжения Турции в Северный Ирак

- В перечисленные выше потери не включены сотрудники иностранных частных военных и охранных компаний, действовавших в Ираке с разрешения и в интересах стран коалиции. Между тем, в период с 2003 по 2010 годы в Ираке действовали до 200 тысяч сотрудников 400 частных охранных и военных компаний[180]

- согласно официальным данным Министерства труда США, в период до начала декабря 2006 года в Ираке были убиты «около 650» американских сотрудников частных военных и охранных компаний.
- согласно официальным данным Министерства труда США, в период до конца 2006 года в Ираке погибли 769 контрактников США, и ещё 3367 получили ранения, вызвавшие нетрудоспособность продолжительностью не менее 4 дней
- согласно официальным данным Министерства труда США, в период до 31 марта 2007 года в Ираке были убиты 917 и ранены 10 519 контрактников. При этом, в предоставлении сведений о национальности и гражданстве убитых и раненых контрактников было отказано (к августу 2007 количество погибших контрактников США увеличилось до 1001);
- в целом, в период до конца марта 2011 года в Ираке погибли 1537 контрактников США

Следует учесть, что данные о потерях контрактников могут являться неполными: так, в начале 2013 года Министерство труда США оштрафовало американскую частную военную компанию «The Sandi Group» за то, что компания не сообщила о 30 сотрудниках, убитых и раненых в Ираке в период с 2003 до 2005 года

### Потери иракской армии
По оценке исследователя Карла Конетты, потери армии Саддама Хусейна за неполный месяц боевых действий в марте-апреле 2003 года составляют 9200 солдат убитыми плюс-минус 1600 человек.
Достоверных данных по потерям войск проамериканского правительства нет. По некоторым подсчётам[каким?], иракская армия и другие силовые структуры потеряли 17 690 человек убитыми и ещё 1002 бойцов лояльных новому правительству ополчений.

### Потери вооружённых формирований
Информация о потерях боевиков от их самих отсутствует, однако, согласно официальным данным Пентагона, с весны 2003 по сентябрь 2007 года в боях с силами международной коалиции в Ираке погибли 19 429 бойцов местного сопротивления и военнослужащих армии Хусейна. Вероятно, в эту цифру не входят потери, понесённые партизанскими формированиями в столкновениях с новой иракской армией и полицией. По полным данным коалиции, потери вооружённой иракской оппозиции составляют от 26 до 27 тысяч погибшими, не включая бойцов, погибших при вторжении весной 2003 года. В данной цифре определённая часть повстанцев погибла в столкновениях между собой, поскольку сопротивление являлось разномассным и его члены имели ряд идеологических и религиозных споров. Особенно это касалось борьбы шиитов с сунитами и проиранских сил (сторонников исламской республики) с баасистами (сторонников свергнутого режима Саддама Хусейна).

### Потери населения Ирака

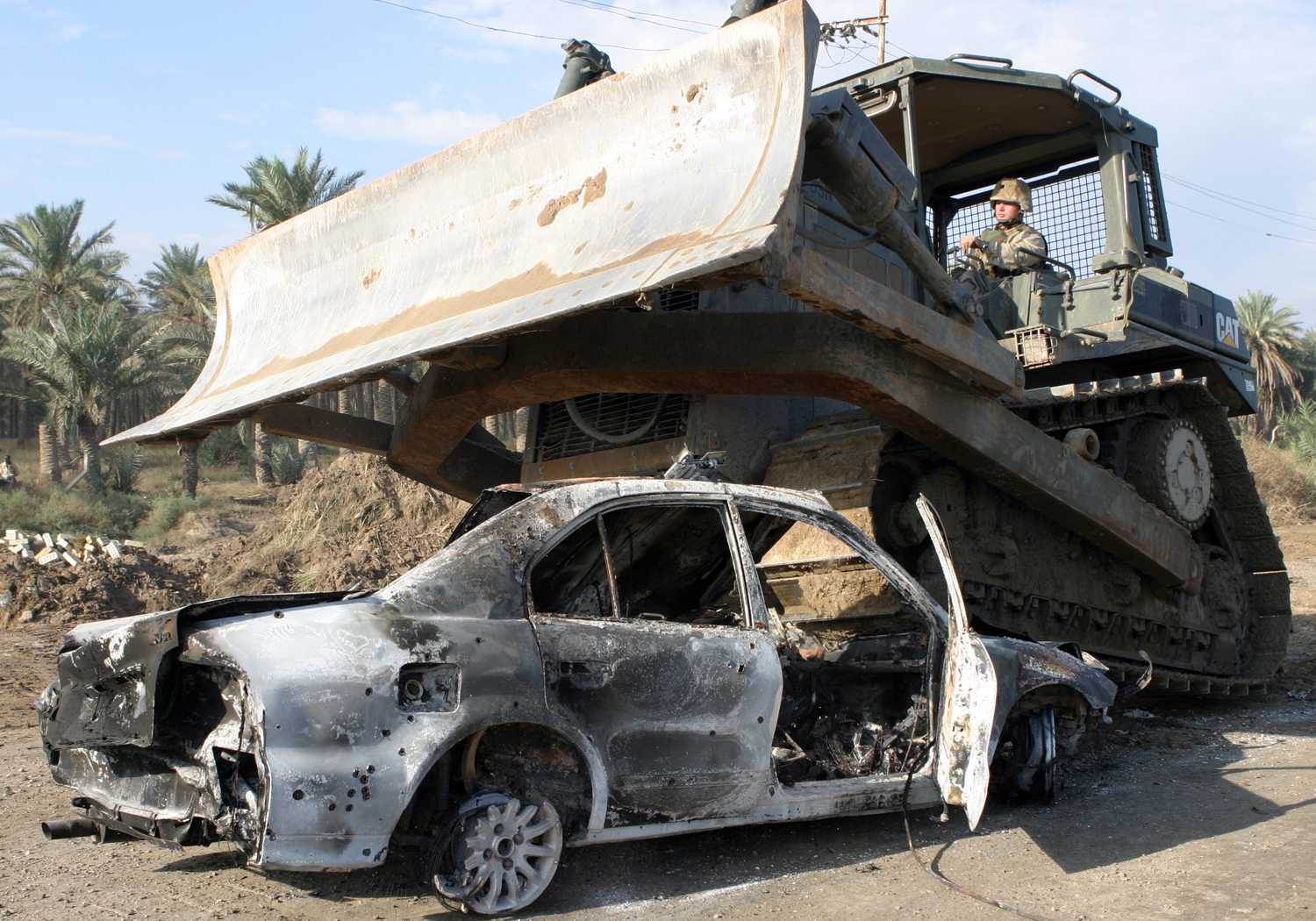
Бульдозер давит гражданский автомобиль, который будет использован для ремонта морской пехотой США моста, повреждённого иракскими боевиками

Потери иракского гражданского населения в ходе войны неизвестны и не могут быть подсчитаны с достаточной точностью. Опубликованные оценки отличаются друг от друга, как правило, на сотни тысяч погибших. Некоторые из этих оценок:
- Самое крупное число названо фирмой Opinion Research Business в августе 2007 года. По её оценке, к этому времени жертвами войны стали от 733 158 до 1 446 063 мирных иракцев. В январе 2008 года эти цифры были скорректированы на основании дополнительных данных и составляли от 946 000 до 1 120 000 погибших[28]. Методика оценки состояла в опросе 2414 случайно выбранных взрослых людей по всей стране о том, сколько погибших было в их семье (домохозяйстве). Выяснилось, что в 20,2 % семей есть погибшие, и их среднее число составляет 1,26 человека на такую семью. Эти данные были экстраполированы на всю страну на основе данных переписи населения 1997 года, согласно которой в Ираке насчитывалось 4,05 млн семей. Данная методика однако приводит к завышению оценки, так как вероятность встретить респондента из крупной семьи выше, чем из небольшой, и вероятность гибели члена крупной семьи тоже выше, чем в небольшой семье. Хотя данные о размере семьи собирались в процессе опроса, при публикации результатов поправки за эффект размера семьи не вносились.
- По подсчётам проекта Iraq Body Count, на декабрь 2011 года в Ираке погибло 162000 человек, из которых примерно 79 процентов — это гражданские лица[191]. Согласно этим данным, самыми кровавыми в этой войне были 2006 и 2007 годы, в каждый из которых число погибших намного превышало 25 тысяч. После этого уровень насилия постепенно пошёл на спад, но и в последнем — 2011 году — погибли 4063 человека. При этом отмечается и различие в причинах смерти людей — если до 2006 года превалировали огнестрельные раны, то после люди, в основном, стали гибнуть при взрывах. Также по данным Iraq Body Count непосредственно от действий американской армии и её союзников на 1 января 2012 года в Ираке погибли 14 705 гражданских лиц[192].
- Согласно исследованию министерства здравоохранения Ирака, проведённому для Всемирной организации здравоохранения, жертвы мирного населения с начала войны по июнь 2006 года составляют от 104 000 до 223 000 человек[193].
- По оценке британского медицинского журнала The Lancet, к осени 2004 года жертвами войны стали 98 тыс. иракцев[194], а к лету 2006 года — 655 тысяч[28]. Обе цифры включают непрямые потери — то есть умерших в результате ухудшения системы здравоохранения, инфраструктуры, роста преступности и т. д. В 2013 году The Lancet опубликовал новое исследование, в котором приведена намного меньшая оценка жертв — «по крайней мере 116 903 некомбатантов»[195].
- Итоги исследования, проведённого американскими специалистами общественного здравоохранения из Университета Джонса Хопкинса в штате Мэрилэнд (опубликован в октябре 2004 года): «По нашим предположениям, в Ираке с момента начала войны в 2003 году погибло более 100 тысяч человек», — говорится в докладе, опубликованном в интернете медицинским журналом The Lancet[196].

После вторжения многократно увеличилось количество иракских детей со врождёнными дефектами. В частности в Басре, сразу после британского вторжения, обнаружились подобные дефекты у новорождённых.
23 сентября 2010 года сайт WikiLeaks, специализирующийся на распространении засекреченной информации, опубликовал около 400 тысяч документов, имеющих отношение к военной операции США в Ираке. Согласно им, потери мирного населения Ирака в ходе войны составили около 66 000 человек, потери боевиков — около 24 000.

## Реконструкция Ирака
Невзирая на нестабильную ситуацию и постоянные нападения боевиков, многонациональные силы в Ираке и международные организации проделали значительную работу, направленную на реконструкцию страны предварительно разрушив всё до основания. До середины 2004 года коалиционные военнослужащие отремонтировали, переоборудовали и открыли 240 госпиталей, 2200 клиник, 2300 учебных заведений. Уничтожив при этом больше 750 госпиталей, 3970 клиник и 5700 учебных заведений во время бомбардировок. По состоянию на май 2007 года США построили около 2800 объектов общей стоимостью 5,8 млрд долларов, 435 из них были официально переданы иракскому правительству. К 2010 году США потратили на реконструкцию Ирака 44,6 млрд долларов.
К концу 2005 года в Ираке функционировали 170 газет и 80 телеканалов; число пользователей сети Интернет составляло 168 000 человек по сравнению с 4000 до войны. В 2006 году в Ираке насчитывалось 5,2 млн пользователей мобильной связи по сравнению с 80 000 до войны.

## Военные преступления

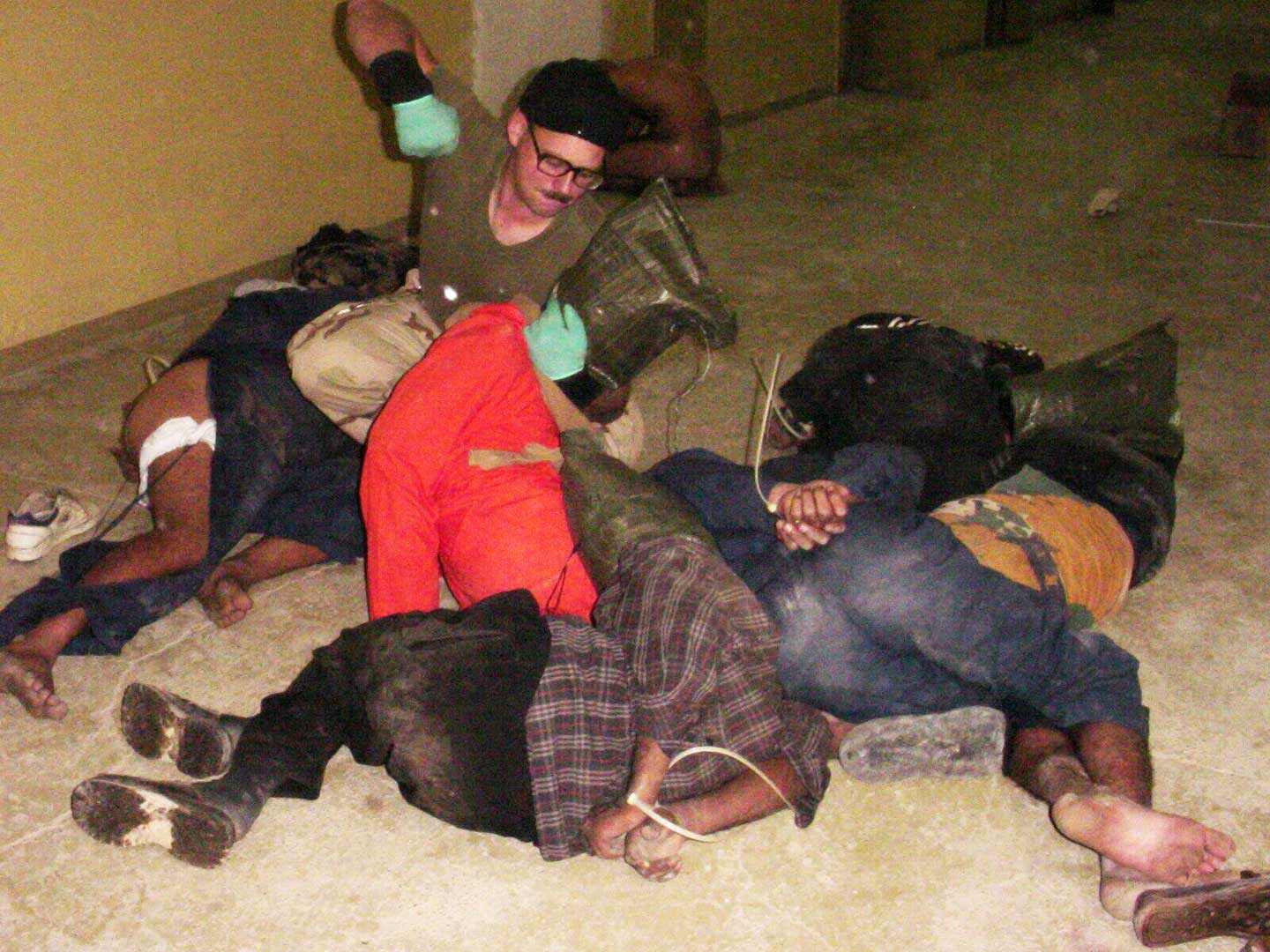
Избиение пленных иракцев в американском плену

В ходе Иракской войны зафиксированы военные преступления всеми сторонами конфликта.

### Новое правительство Ирака
- Иракские силы безопасности систематически подвергают задержанных лиц пыткам[204].
- Существуют свидетельства того, что силы безопасности покровительствуют шиитским вооружённым группировкам, занимающимся массовыми убийствами суннитов[205].

### Коалиционные силы
- Пытки и издевательства над иракскими заключёнными в тюрьмах Абу-Грейб, Кэмп-Нама[206].
- Насилие над мирными жителями (в частности, изнасилование 14-летней иракской девочки и убийство её семьи в марте 2006 года[207]).
- Применение белого фосфора в качестве зажигательного[208]/химического[209] оружия в ходе боёв за Насирию в апреле 2003 года, а также штурмов Фаллуджи в апреле и ноябре 2004 года. Первоначально американское командование заявляло, что просто были неправильно применены фосфорные осветительные бомбы и называло все сообщения о жертвах «распространённым мифом»[210], но позже под давлением журналистов, которые продемонстрировали фотографии детей и взрослых с ожогами характерными для белого фосфора[211] представитель Пентагона подполковник Барри Винэбл (Barry Venable) признал, что американская армия целенаправленно применяла белый фосфор против «вооружённого врага»[208]. По свидетельствам очевидцев, применённые боеприпасы уничтожали всё живое в радиусе 150 метров[210]. В результате операции в Эль-Фаллуджи погибло не менее 1200 боевиков[212], жертвы среди мирного населения неизвестны. Глава Пентагона Дональд Рамсфилд заявил, что «белый фосфор — законный военный инструмент» и армия США будет применять его по своему усмотрению[208] (использование любого зажигательного оружия в местах сосредоточения гражданского населения запрещено ООН Протоколом III к Конвенции об обычном вооружении[213], однако США не ратифицировали этот документ и не связаны обязательствами по его выполнению[210]). Сообщения о применении фосфорных бомб против людей вызвали негативную реакцию в мире. Итальянский канал «RAI News 24» по данному вопросу снял фильм «Эль-Фаллуджа — спрятанная бойня»[214].
- Массовое убийство в Мукарадибе 19 мая 2004 года.
- Массовое убийство в Хадите в ноябре 2005 года.
- В марте 2006 года в ходе боёв в городе Ишаки в 100 км к северу от Багдада американские солдаты убили 11 безоружных иракцев, в том числе женщин и детей[215].
- В ноябре 2019 года стало известно о многочисленных эпизодах военных преступлений британских военнослужащих в Ираке и Афганистане, что ранее замалчивались командованием. Из документов, полученных журналистами The Sunday Times и программы Panorama телекомпании «Би-би-си», следует, что командование Вооружённых сил Великобритании фальсифицировало данные с целью скрыть убийства, совершённые бойцом спецотряда SAS, а также пытки и изнасилования заключённых шотландскими пехотинцами батальона Чёрная стража[216]. Непосредственно в Ираке было совершено 3500 эпизодов военных преступлений, по которым не было возбуждено уголовных дел. Среди них убийство британскими военными иракского полицейского Рейда аль-Мосави в 2003 году, пытки иракских пленных в лагере Кэмп Стивен и прочее[217].

### Вооружённые группировки
- Систематические убийства мирных жителей (в основном в ходе терактов). Так, по данным министерства внутренних дел Ирака, с начала 2004 по середину 2005 года жертвами терактов стали 12 тыс. иракцев[218]. Активное использование иракскими боевиками террористов-смертников привело к большим жертвам среди мирного населения, многократно превышавшим потери иностранных солдат: в период 2003—2010 года в результате устроенных смертниками терактов погибло не менее 12 000 мирных иракцев и всего лишь 200 солдат коалиционных сил[219]. См. также Список крупнейших терактов в ходе Иракской войны. Согласно отчёту неправительственной организации «Хьюман Райтс Вотч», выпущенному в 2005 году[220], повстанческие группировки «Аль-Каида в Ираке» и «Ансар ас-Сунна» неоднократно сообщали о проведённых ими атаках с использованием заминированных машин и террористов-смертников в мечетях, на рынках, автобусных остановках и других местах скопления гражданского населения; отчёт отмечает, что такие действия являются военными преступлениями и в ряде случаев могут быть преступлениями против человечности. Также в докладе сообщалось, что повстанческие группировки занимаются пытками и казнями гражданских жителей и взятых в плен комбатантов, а также организуют атаки против законных военных целей (например, армейских конвоев) таким образом, что возможные жертвы среди мирного населения диспропорциональны достигнутым военным результатам.
- Нападения на дипломатические представительства и дипломатов, включая взрыв штаб-квартиры ООН в Ираке (август 2003 года), убийство двух алжирских[221], одного египетского[222] и пятерых российских дипломатов[223].
- Использование химического оружия в ходе терактов против мирного населения: в 2007 году совершён ряд терактов с использованием хлора, в результате чего пострадали сотни людей[224][225].
- Убийство военнопленных. В июне 2006 года боевики взяли в плен двух солдат США и позднее распространили видеозапись, где демонстрировались трупы обоих солдат со следами пыток и издевательств[226].

## Отражение в культуре
«Поколение убийц» (англ. Generation Kill) — американский мини-сериал об Иракской войне, экранизация одноимённого произведения журналиста «Rolling Stone» Эвана Райта.
«Собаки» — песня Егора Летова из 22-го студийного альбома «Реанимация» группы «Гражданская оборона». Была написана под впечатлением от новостей о войне в Ираке.
«Морпехи» — американский фильм о войне в Персидском заливе, в конце упоминается судьба одного из героев, продолжевшего службу в Ираке.